# Storia della Gallia tardo-antica e altomedievale
La storia delle province galliche dell'impero romano è quella che diverrà in seguito la storia della Francia, dalla crisi del III secolo, che segna l'inizio della dissoluzione del dominio romano in Gallia, all'unificazione dei territori gallici sotto il re dei Franchi Clodoveo I, della dinastia merovingia, e i suoi immediati successori, nella prima metà dell'VI secolo.

## La crisi del III secolo
Dopo tre secoli di pace e prosperità sotto il governo imperiale romano, la crisi economica e sociale del III secolo si rifletté anche sulla Gallia, che venne scossa da sporadiche incursioni di barbari, giunte fino alla Spagna e all'Italia settentrionale, in particolare nel 242, nel 258 e nel 276 da parte di Franchi e Alamanni, mentre i Sassoni attaccarono la Bretagna. Numerose città si circondano di mura difensive e il clima insicuro è testimoniato dal ritrovamento di numerosi tesoretti monetali di quest'epoca, nascosti dai proprietari per sfuggire ai saccheggi.
Approfittando della debolezza dell'autorità centrale, il generale Postumo si proclamò imperatore, ribellandosi a Gallieno e uccidendone il figlio Salonino. Dalla ribellione, che coinvolse, oltre alla Gallia, le province di Hispania e Britannia, nacque l'effimero Impero delle Gallie, con capitale ad Augusta Treverorum (Treviri), che rimase indipendente, sotto vari imperatori, tra il 260 e il 274, e venne infine riconquistato dall'imperatore Aureliano.
Dopo le riforme di Diocleziano la diocesi della Gallia (appartenente con la Britannia e l''Hispania alla prefettura delle Gallie, con capitale a Treviri) fu suddivisa nelle 17 province di:
- Viennensis
- Lugdunensis I, II, III e IV (quest'ultima anche Lugdunensis Senonia),
- Germania I e II,
- Belgica I e II,
- Alpes Maritimae
- Alpes Poeninae et Graiae
- Maxima Sequanorum,
- Aquitania I e II,
- Novem populi
- Narbonensis I e II.

## La restaurazione dell'impero nel IV secolo nelle province galliche

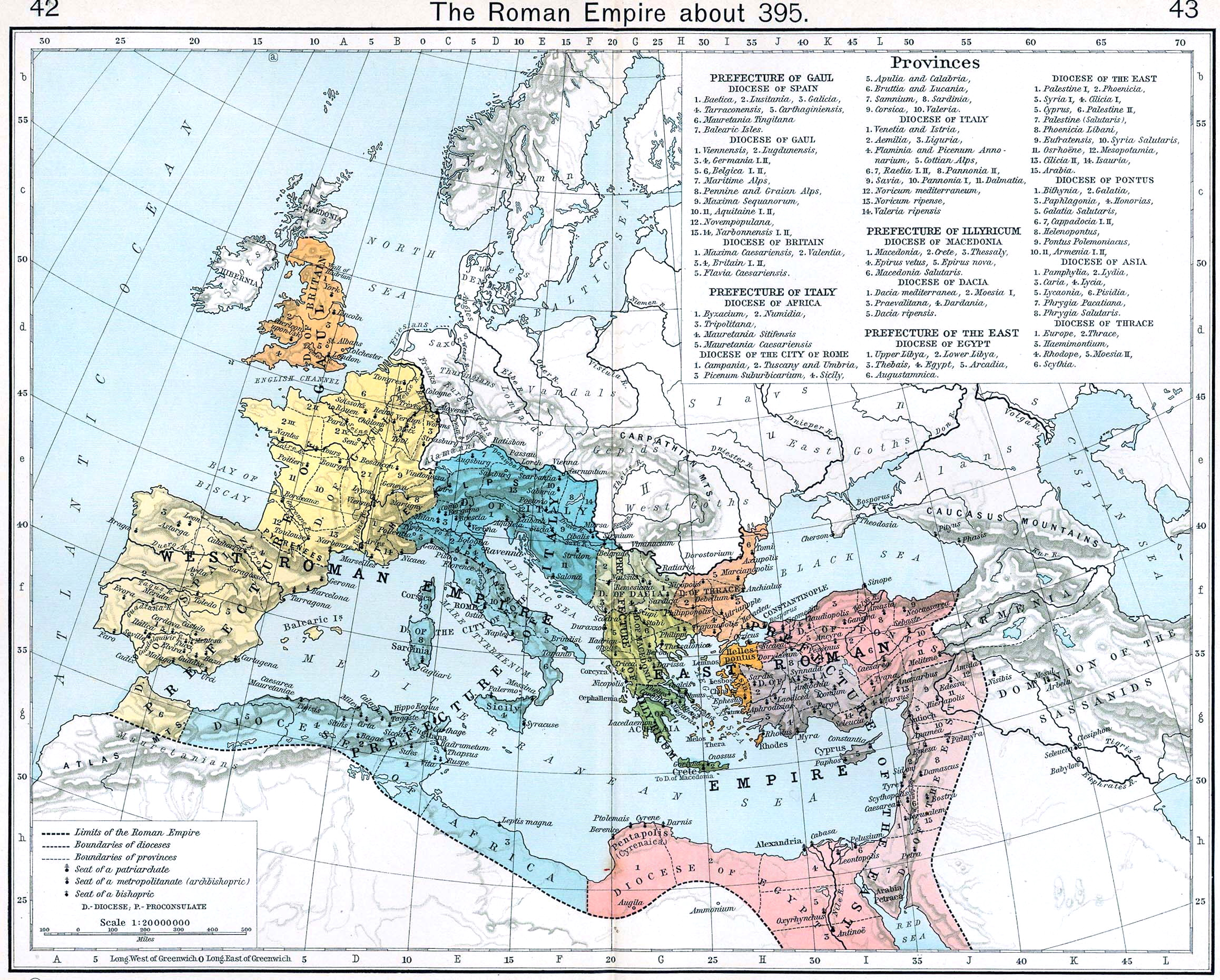
L'impero romano nel 395.

Nella Notitia Dignitatum è citato un vicarius per la diocesi gallica, denominata "delle Sette Province" (Septem Provinciarium), mentre l'amministrazione militare era affidata ad un comes rei militaris (Tractus Argentoratensis) e a quattro duces (Sequanicae, Tractus Armoricani et Neruicani, Belgicae secundae e Germania primae). Delle 17 province galliche, sei erano governate da consulares (Viennensis, Lugdunensis I , Germania I e II e Belgica I e II), mentre le altre erano governate da praesides.
Il IV secolo fu un periodo di prosperità e sviluppo in particolare per le aristocrazie locali, sempre più legate ai propri estesi possedimenti terrieri e che rivestivano un ruolo sempre più importante di mediazione e protezione per le masse della popolazione, impoverite dalla pressione fiscale.

### Le invasioni del IV secolo
All'inizio del regno di Valentiniano I, nel 365, gli Alemanni invasero di nuovo la Gallia, infliggendo una pesante sconfitta ai Romani in una battaglia campale. Valentiniano, informato della sconfitta il 1º novembre dello stesso anno mentre si trovava a Parigi, e ricevute dalle città della Gallia minacciate dagli Alemanni numerose richieste di aiuto, affidò la guerra contro gli invasori al generale Giovino. Questi riuscì a ottenere numerose vittorie sugli Alemanni nel corso del 366, pacificando la Gallia e venendo premiato con il consolato nell'anno 367. Tuttavia gli Alemanni continuavano a rimanere una minaccia e Mogontiacum (Magonza) fu da essi espugnata nel 368, anche se l'Imperatore riuscì a sconfiggerli nel corso dello stesso anno a Solicinium, nel loro territorio. Valentiniano I investì numerose risorse per la difesa della Gallia, come testimoniato tra l'altro anche dal fatto che per gran parte del suo regno la sua residenza imperiale fu ad Augusta Treverorum (Treviri), a poca distanza dal Reno. Costruì numerose fortezze lungo tutto il corso del Reno, dall'Oceano fino alla Rezia, costruendo fortezze anche in territorio nemico, provocando in questo modo alcuni incidenti diplomatici con i popoli confinanti, come gli Alemanni. Nel 370 un'invasione di Sassoni fu respinta dalle armate romane.
Valentiniano non riuscì però a catturare il re alemanno Macriano, né la sua tattica di mettere i Burgundi contro gli Alemanni ebbe particolare successo; nel 374, per intervenire in soccorso dell'Illirico devastato dai Quadi senza dover temere un attacco da parte degli Alemanni di re Macriano, che rimanevano una temibile minaccia, Valentiniano I firmò un trattato di alleanza con Macriano. Valentiniano perì l'anno successivo a Brigetio per un attacco apoplettico. Gli succedettero in Occidente i figli Graziano e Valentiniano II (quest'ultimo ancora minorenne, e quindi imperatore soltanto nominalmente). Graziano continuò a difendere la Gallia dalle incursioni degli Alemanni fino al 383, anno in cui fu ucciso per opera di Andragazio, generale dell'usurpatore Magno Massimo.

### L'usurpazione di Magno Massimo
Nel 383, mentre l'imperatore Graziano era impegnato in una guerra con gli Alemanni, le truppe britanniche insorsero proclamando imperatore Magno Massimo, un generale che era stato inviato in Britannia ai tempi dell'imperatore Valentiniano I; Massimo sbarcò in Gallia con le truppe sotto il suo comando con la mira di detronizzare il figlio di Valentiniano, Graziano, e impadronirsi del trono. Secondo Zosimo, l'imperatore Graziano avrebbe provocato malcontento nel proprio esercito accogliendo nelle proprie armate mercenari alani e pagandoli meglio delle altre truppe: i mercenari alani erano ricompensati per i loro servigi con sontuosi doni, mentre gli altri soldati non ricevevano le medesime attenzioni e privilegi. Zosimo aggiunge che Massimo, originario dalla Spagna, fosse stato commilitone dell'imperatore Teodosio in Britannia e invidiava Teodosio perché, a differenza sua, era diventato imperatore: per tali motivi, potrebbe essersi deciso ad usurpare il trono.
Zosimo narra che Massimo, una volta sbarcato in Gallia, ottenne il sostegno delle truppe di stanza nella Germania (evidentemente le province di Germania Superiore e Germania Inferiore), che decisero di defezionare da Graziano. La battaglia decisiva tra Graziano e Massimo, combattuta nei pressi di Parigi e durata cinque giorni, si risolse in favore dell'usurpatore in seguito alla defezione delle truppe mauritane che militavano nell'esercito di Graziano. Graziano, disperando per la propria salvezza, tentò la fuga verso l'Italia, scortato da trecento cavalieri, ma fu inseguito, raggiunto, catturato e ucciso dal magister equitum di Massimo, Andragazio, nei pressi di Lugdunum (Lione) il 25 agosto 383. Secondo Girolamo, nel corso della fuga, le città incontrate lungo il tragitto gli negarono l'ingresso. Gli storici ecclesiastici greci Socrate Scolastico e Sozomeno confermano che Graziano fu ucciso a Lione, e narrano che il generale di Massimo, Andragazio, riuscì ad uccidere Graziano con un tranello: Andragazio prese possesso della carrozza imperiale, e inviò suoi complici a comunicare all'imperatore che la sua consorte stesse viaggiando verso il suo accampamento; Graziano, a tale notizia, si diresse verso la carrozza imperiale finendo nella trappola di Andragazio; catturato, fu ucciso poco tempo dopo. Secondo Ambrogio, invece, Graziano, dopo la cattura, fu ucciso proditoriamente nel corso di un banchetto; successivamente Massimo scrisse allo stesso Ambrogio sostenendo che non avesse dato a Andragazio l'ordine di uccidere Graziano.
Sempre secondo Zosimo, Massimo, dopo essersi insignorito della Gallia, inviò il proprio preposito del sacro cubiculo come ambasciatore presso Teodosio per chiedere il riconoscimento ad imperatore e un'alleanza militare. Teodosio per il momento acconsentì a riconoscere Massimo come imperatore, ma in realtà già stava provvedendo ad allestire le proprie armate per prepararsi a detronizzarlo, almeno secondo Zosimo. Nel frattempo Massimo condusse trattative anche con la corte di Valentiniano II. Quando il vescovo di Milano, Ambrogio, fu inviato come ambasciatore presso l'usurpatore, Massimo richiese la consegna di Valentiniano II, richiesta inaccettabile per Ambrogio e per la corte imperiale. Nel frattempo il magister militum di Valentiniano II, Bautone, aveva provveduto a fortificare i passi alpini per prevenire una possibile invasione dell'Italia per mano di Massimo. Infine, nel 384, Massimo fu riconosciuto almeno temporaneamente come imperatore legittimo in cambio della promessa che non avrebbe invaso l'Italia e deposto Valentiniano II. Durante il suo governo, Magno Massimo istituì in Gallia le nuove province di Lugdunensis III e di Lugdunensis Senonia, e diede il suo nome alla provincia di Maxima Sequania.
Nel frattempo Massimo radunò tutte le armate a sua disposizione per marciare in Italia: il pretesto con cui intendeva invadere l'Italia era impedire ogni introduzione di innovazioni in materia religiosa. La reggente di Valentiniano II, Giustina, essendo ariana, stava favorendo l'arianesimo, provocando le proteste dei niceni, primo tra tutti il vescovo di Milano Ambrogio. Massimo, in una lettera conservatasi scritta a Valentiniano, prese le difese dei niceni, presumibilmente sperando di ottenerne il sostegno contro Valentiniano e Giustina. Massimo indugiava ad intraprendere questa spedizione a causa della barriera protettiva delle Alpi, che rendeva difficoltosa un'invasione dell'Italia, e decise dunque di attendere un momento più opportuno. Il momento opportuno si presentò nel 387, allorché l'imperatore Valentiniano II da Aquileia inviò presso Massimo l'ambasciatore Donnino, originario della Siria, chiedendo una pace più stabile; Massimo, trattato con molta cortesia l'ambasciatore, si offrì di spedire in Italia alcune truppe affinché assistessero l'imperatore Valentiniano II nel respingere le incursioni dei Barbari in Pannonia. In realtà tutto ciò era un inganno di Massimo che, con la sua armata, seguì di nascosto l'ambasciatore seguendo la sua stessa via, riuscendo così ad attraversare le Alpi senza difficoltà e invadendo l'Italia. Valentiniano II, che era stato costretto dalle esigenze dei tempi a riconoscerlo, almeno temporaneamente, come imperatore, di fronte all'avanzata dell'usurpatore, fuggì con sua madre Giustina e il prefetto del pretorio d'Italia Probo a Tessalonica.
Teodosio lasciò suo figlio Arcadio a governare a Costantinopoli, e, accompagnato da parecchi senatori, procedette a Tessalonica, dove ricevette Valentiniano, promettendogli il sostegno militare contro l'usurpatore. Conciliatosi l'affetto delle truppe con l'aumento dell'annona, Teodosio nominò Taziano prefetto del pretorio e Procolo prefetto della città e affidò a Promoto il comando della cavalleria e a Timasio il comando della fanteria. Rinforzato da massicce quantità di mercenari Goti, Unni e Alani, l'esercito di Teodosio riprese la sua avanzata verso l'Italia: intendeva attraversare la Pannonia per poi assediare Aquileia, dove si era insediato l'usurpatore. Pacato e Ambrogio narrano che Teodosio vinse due battaglie contro l'armata dell'usurpatore, a Siscia, sulla Sava, e a Poetovio. Una volta presa Aquileia d'assalto e forzate le porte, essendo il numero di guardie a presidio delle porte troppo basso per opporvi resistenza, Teodosio, secondo quanto narra Zosimo, irruppe con la sua armata nella sala del trono di Massimo, mentre l'usurpatore era intento a pagare il salario alle proprie truppe. L'esercito di Teodosio fece scendere Massimo dal trono e lo portò a forza all'accampamento di Teodosio a tre miglia di distanza di Aquileia, dove fu dapprima interrogato e poi fatto decapitare dall'Imperatore. Era il 28 luglio 388 o, in alternativa, il 28 agosto dello stesso anno. Secondo Zosimo e Orosio, Andragazio, mentre conduceva la propria flotta nel Mar Ionio, quando apprese della sconfitta, si suicidò gettandosi in mare.
Nel frattempo, la sicurezza della Gallia era minacciata da frequenti incursioni dei Franchi. Mentre Magno Massimo si era rinserrato ad Aquileia, assediato dall'esercito di Teodosio I, i Franchi irruppero nella provincia di Germania sotto i loro duchi Marcomero e Sunnone, e devastarono i fertili distretti della zona. Quando la notizia dell'incursione dei Franchi arrivò a Treviri, i generali Nannino e Quintino, gli ufficiali militari a cui Massimo aveva affidato suo figlio e la difesa della Gallia, assemblarono un'armata e si unirono a Colonia. Ora, i Franchi, carichi di bottino dopo aver devastato le regioni più ricche delle province, avevano attraversato il Reno, lasciando però molti dei loro soldati su suolo romano pronti a rinnovare i loro saccheggi. L'esercito romano si scontrò con essi nei pressi di Carbonnière, conseguendo un successo e infliggendo pesanti perdite al nemico. In seguito a questo successo, i generali romani si consultarono se fosse opportuno attraversare il Reno per compiere incursioni in territorio franco: Nannino non era d'accordo, perché temeva che i Franchi, conoscendo il proprio territorio, avrebbero potuto preparare qualche insidia all'esercito romano; tuttavia, poiché Quintino e gli altri ufficiali non furono d'accordo con Nannino, quest'ultimo decise di fare ritorno a Magonza, mentre Quintino attraversò il Reno con la sua armata nei pressi della fortezza di Neuss, e al suo secondo accampamento dal fiume trovò grandi villaggi deserti: questa era una tattica dei Franchi che simulavano il panico e si ritirarono nelle remote foreste. I soldati romani devastarono i villaggi trovati abbandonati, pensando che questo fosse il premio per la vittoria, e all'alba del giorno successivo entrarono nella foresta condotti dal loro comandante Quintino; furono però colti in un'imboscata dai Franchi e annientati: Eraclio, tribuno dei Giovini, e quasi tutti gli ufficiali caddero nel corso dello scontro, mentre ben pochi soldati dell'armata romana sopravvissero alla disfatta.

### L'usurpazione di Eugenio
Nel frattempo, subito dopo l'esecuzione dell'usurpatore, Teodosio aveva ordinato al generale Arbogaste di giustiziare il figlio di Massimo, Flavio Vittore, che era stato associato al trono dall'usurpatore con il titolo di Cesare e che si trovava in quel momento in Gallia. Essendo terminata la guerra contro Massimo, Teodosio, accompagnato dal figlio Onorio, celebrò un trionfo a Roma il 13 giugno 389. Teodosio rimase per altri tre anni in Italia, fino al 391, ponendo la propria corte a Milano e affidando il governo della sola Prefettura del pretorio delle Gallie al suo giovane collega Valentiniano II. Valentiniano II pose la propria corte in Gallia, dapprima a Treviri e poi a Vienne, sotto la tutela e la reggenza del generale franco Arbogaste.
In seguito alla disfatta contro i Franchi e alla sconfitta di Massimo, furono nominati comandanti dell'esercito di campo della Gallia Cariettone e Siro, che a quell'epoca si trattenevano nella provincia di Germania con l'esercito opposto ai Franchi. Nel 389 Arbogaste, generale di Valentiniano II, avvertì l'Imperatore che i Franchi andassero puniti, a meno che essi non avessero restituito tutto il bottino che avevano preso quando avevano distrutto le legioni romane in un'imboscata l'anno precedente, e consegnare tutti gli istigatori della guerra in modo che fossero puniti per le loro proditorie intenzioni di rompere la pace. Alcuni giorni dopo Arbogaste tenne un incontro con Marcomero e Sunnone, principi dei Franchi, e richiese la consegna di ostaggi, e successivamente si ritirò a Treviri per svernare.
Con il ritorno di Teodosio in Oriente, nel 391, Valentiniano riottenne il controllo della prefettura d'Italia, ma il suo potere effettivo era solo nominale, dato che il generale Arbogaste gli impediva di esercitarlo. Un frammento della Storia di Sulpicio Alessandro, preservato da Gregorio di Tours, afferma che:
(Gregorio di Tours, Historia Francorum, II, 9.)
Zosimo narra che Valentiniano II tentò di reagire consegnando ad Arbogaste una lettera con cui gli comunicava la sua destituzione; Arbogaste reagì distruggendo la lettera di licenziamento e rispondendogli sprezzantemente che non gli aveva conferito il comando e non glielo poteva togliere. Zosimo narra che Valentiniano scrisse anche alcune lettere a Teodosio, lamentandosi del fatto che Arbogaste lo avesse privato di ogni potere effettivo e chiedendogli soccorso, ma l'Imperatore d'Oriente decise di non intervenire.
Nello stesso anno Arbogaste inseguì i principi dei Franchi, Sunnone e Marcomero, e si diresse nel corso dell'inverno a Colonia: poiché era consapevole che il territorio dei Franchi poteva essere devastato in tutta la sicurezza nel periodo invernale, in quanto le foreste, a causa della caduta delle foglie, non potevano nascondere soldati pronti a un'imboscata, attraversò il Reno con un'armata, e devastò il territorio dei Brittori, nei pressi del fiume, nonché il distretto abitato dai Camavi, senza trovare esercito che vi si opponesse, a parte alcuni degli Ampsivarii e Catti che comparvero con il loro duca Marcomero sulla cima di colline distanti.
Il 15 maggio 392 Valentiniano fu trovato impiccato nei pressi del proprio palazzo a Vienne: i sostenitori di Arbogaste sostennero la tesi del suicidio, e il 22 agosto 392 elessero come suo successore un certo Eugenio; ben presto emersero però forti sospetti che Valentiniano fosse stato strangolato nella camera da letto dagli eunuchi di corte per ordine di Arbogaste che poi avrebbe fatto in modo che sembrasse un suicidio. In ogni modo, non è da escludere che Valentiniano si fosse effettivamente suicidato e che la propaganda della corte di Teodosio avesse accusato Arbogaste ed Eugenio di aver complottato l'assassinio dell'Imperatore d'Occidente al solo fine di giustificare la spedizione contro l'usurpatore.
Eugenio era un insegnante di retorica, che, per raccomandazione del generale Ricomero, era giunto alla corte di Valentiniano II; divenuto amico di Arbogaste, fu da lui designato come suo imperatore fantoccio. Eugenio, pur essendo ufficialmente cristiano, sembrerebbe aver attuato una politica moderatamente favorevole ai Pagani, stando almeno agli storici ecclesiastici dipendenti da Tirannio Rufino. Sobillato dal prefetto del pretorio pagano Flaviano, che gli aveva assicurato che era destinato al trono, che ogni sua campagna militare si sarebbe conclusa con la vittoria, e che la religione cristiana sarebbe stata abolita, Eugenio raccolse tutte le armate a propria disposizione e prese possesso dell'Italia; procedette poi a fortificare le Alpi Giulie, nel tentativo di migliorare le difese dell'Italia in caso di un eventuale attacco di Teodosio I. Avrebbe poi fatto restaurare l'Altare della Vittoria. Tuttavia questa presunta restaurazione del Paganesimo sotto Eugenio e Arbogaste è stata messa in dubbio da alcuni studiosi, come Alan Cameron, che asserisce che la nozione che Eugenio e Arbogaste fossero pagani o sostenitori dei pagani sarebbe stata inventata ad arte dallo storico ecclesiastico Rufino per giustificare la campagna di Teodosio contro di essi, e che altri usurpatori, come Magnenzio, furono falsamente etichettati come pagani dopo la loro sconfitta; secondo la tesi di Cameron, solo le fonti dipendenti da Rufino menzionano il carattere religioso della guerra civile tra Teodosio ed Eugenio, e sarebbero quindi da mettere in dubbio. Successivamente l'usurpatore Eugenio non trascurò di assicurarsi aiuti militari dai regni clienti oltre il Reno in vista della guerra contro Teodosio: Sulpicio Alessandro narra che l'usurpatore intraprese una spedizione militare lungo il Reno per rinnovare le vecchie alleanze con i re dei Franchi e degli Alemanni, nonché per minacciare le nazioni barbare lungo il fiume con una grande armata.
Quando la notizia dell'uccisione di Valentiniano II arrivò alla corte di Teodosio I, l'Imperatore deplorò l'assassinio e la perdita del suo imperatore collega, a cui era legato tramite vincoli di parentela, essendone il cognato (la moglie di Teodosio, Galla, era la sorella di Valentiniano II). Quando giunsero ambasciatori provenienti da Eugenio e Arbogaste, i quali chiedevano a Teodosio di riconoscere Eugenio come Imperatore, Teodosio rispose negativamente, e cominciò i preparativi per una campagna contro l'usurpatore. Affidò il comando dell'esercito regolare ai generali Timasio e Stilicone e affidò il comando dei federati barbari ai generali Gainas, Saulo e Bacurio. Una volta completati i preparativi di guerra, Teodosio proclamò imperatore il proprio figlio minore Onorio, e decise di marciare verso l'Italia alla testa delle proprie truppe, che non comprendevano solo soldati romani, ma anche Foederati barbari, soprattutto Goti. Il 5 settembre 394 nella Battaglia del Frigido l'armata di Teodosio ebbe la meglio su quella dell'usurpatore Eugenio e di Arbogaste: il primo fu giustiziato, mentre il secondo si suicidò per evitare la cattura. Teodosio si spense pochi mesi dopo, nel gennaio del 395, affidando le due partes dell'Impero ai suoi due figli Arcadio e Onorio, già da tempo associati al trono.

## La dissoluzione del dominio romano in Gallia nel V secolo

### L'invasione
Stilicone, generale dell'imperatore d'Occidente Onorio, impegnato nella difesa dell'Italia contro i Visigoti di Alarico e contro i Goti (un gruppo goto indipendente da quello di Alarico) di Radagaiso, fu costretto a sguarnire la frontiera del Reno, come attestato dai panegirici di Claudiano: 
quaeque domant Chattos inmansuetosque Cheruscos,

huc omnes vertere minas tutumque remotis

excubiis Rhenum solo terrore relinquunt.

ullane posteritas credet? Germania quondam

illa ferox populis, quae vis instantibus olim

principibus tota poterat cum mole teneri,
 
iam sese placidam praebet Stilichonis habenis,
 
ut nec praesidiis nudato limite temptet

expositum calcare solum nec transeat amnem,
 
incustoditam metuens attingere ripam.»
(Claudiano, De bello gothico, versi 422-432.)
Questo è quanto scrisse Claudiano nel 402-403, ben prima dell'attraversamento del Reno del 406. Si può dire quindi che le affermazioni di Claudiano riguardanti i timori delle nazioni germaniche di attraversare un fiume indifeso furono contraddette dagli avvenimenti successivi. Dopo aver sconfitto i Franchi, stanziati presso Magonza (Moguntiacum) e alleati dei Romani sin dalla metà del III secolo, Suebi, Alani e Vandali oltrepassarono il Reno (31 dicembre 406) e devastarono la Gallia per tre anni prima di abbandonarla e stanziarsi in Spagna (409).

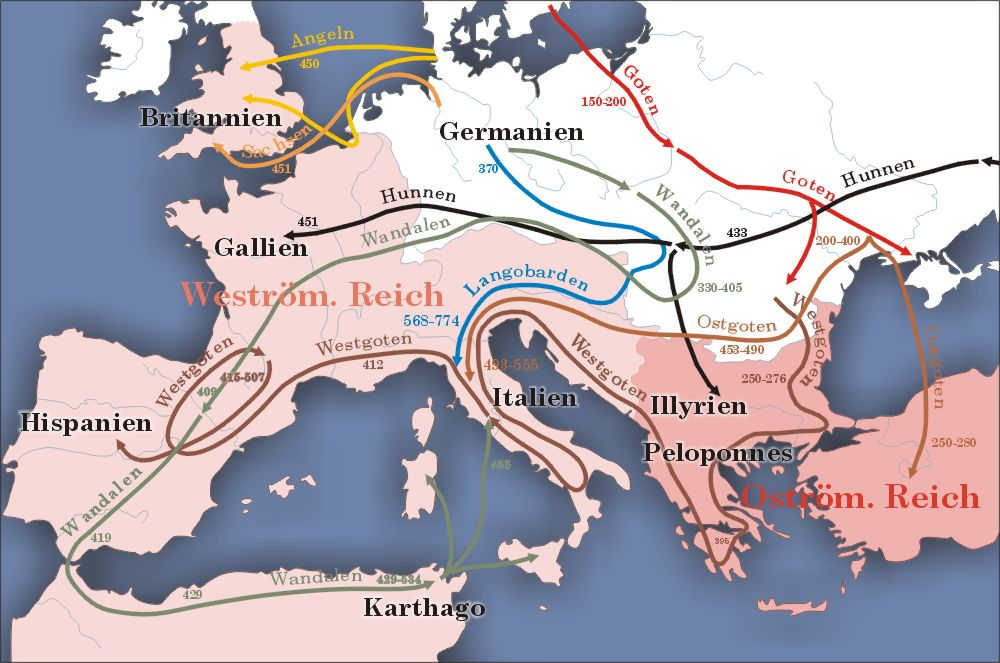
I movimenti migratori

Le invasioni del 405-408 (coinvolgenti Vandali, Alani, Suebi, Burgundi e il gruppo goto di Radagaiso) sono dovute, secondo Peter Heather, alla migrazione degli Unni dalla regione a nord del Mar Nero (dov'erano ancora nel 395, anno in cui devastarono le province asiatiche dell'Impero romano d'Oriente) alla grande pianura ungherese (dove sono attestati intorno al 412-413, all'epoca dell'ambasceria di Olimpiodoro), che spinse molta della popolazione ad ovest dei Carpazi (tra cui proprio gli invasori del 405-408) a invadere l'Impero per sfuggire all'avanzata unna.
Secondo la teoria di Guy Halsall, i reggimenti a difesa del Reno subirono pesanti perdite nel corso delle guerre civili tra gli usurpatori gallici e Teodosio I, e queste perdite non vennero reintegrate, a causa delle dispute con Costantinopoli che impegnavano Stilicone, che fecero sì che il generale trascurasse la Gallia; inoltre alla fine del IV secolo-inizio V secolo la zecca di Treviri fu chiusa e la capitale della prefettura delle Gallie fu trasferita da Treviri (Gallia settentrionale) ad Arelate (Gallia meridionale), interpretabile come una perdita di importanza della Gallia settentrionale; inoltre l'interruzione di afflusso di moneta nella Gallia settentrionale potrebbe aver portato l'Impero a interrompere il versamento dei sussidi diplomatici ai clienti dell'Impero al di là del Reno, portandoli ad invadere l'Impero per ottenere con il saccheggio ciò che non ricevevano più con i sussidi. Fu quindi, per Halsall, il vuoto di potere creatasi nella Gallia settentrionale per cause interne all'Impero ad attirare gli invasori.
La teoria di Halsall non viene però ritenuta convincente da Heather, il quale sostiene che essa «si fonda sostanzialmente sul silenzio delle fonti», e ribatte che molti autori ritengono che lo spostamento della capitale delle prefettura delle Gallie ad Arelate sia avvenuta dopo l'invasione del 406 e che nella prefettura delle Gallie erano rimaste abbastanza legioni da permettere a Costantino "III" di usurpare la porpora; inoltre fa notare che, a parte che la teoria della cessazione dei sussidi si basa sul silenzio delle fonti ed è una congettura non verificabile, gli invasori del 406 non erano popoli "clienti" dell'Impero, quindi non ricevevano sussidi; inoltre proprio i maggiori percettori di sussidi dall'Impero (Franchi e Alemanni), quelli che sarebbero stati maggiormente danneggiati in caso di cessazione del versamento di sussidi, rimasero neutrali. Heather non nega comunque che le divisioni tra le due parti dell'Impero e lo sguarnimento della frontiera del Reno deciso da Stilicone per poter difendere l'Italia abbiano contribuito ad aggravare la crisi e ad agevolare il successo dell'invasione; a differenza di Halsall, però, non ritiene che tali fattori costituiscano la causa dell'invasione, che sarebbe a suo dire da attribuire soprattutto alla migrazione degli Unni, che aveva spinto verso il Reno popolazioni che tradizionalmente minacciavano la frontiera danubiana.

### Usurpazione di Costantino III: invasioni e usurpazioni

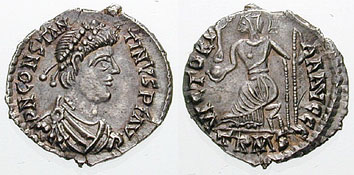
Ritratto di Costantino III su una moneta

Il giorno 31 dicembre 406 un'orda barbara di straordinarie proporzioni, costituita da Vandali, Alani e Suebi, sospinta verso occidente dagli Unni, attraversò il Reno ghiacciato e penetrò in Gallia. Secondo Gregorio di Tours, l'invasione fu contrastata dai Franchi alleati dei Romani che stavano per aver la meglio sui Vandali, che avevano già perso in battaglia il loro re Godegiselo e circa 20 000 dei propri soldati, quando arrivarono in soccorso le truppe alane comandate dal loro re Respendial, grazie al quale la battaglia fu vinta dagli invasori del Reno: secondo Gregorio di Tours, se non fosse stato per l'intervento tempestivo del re degli Alani i Franchi avrebbero avuto nettamente la meglio nello scontro e l'invasione del Reno sarebbe fallita.

Ricostruzione degli spostamenti degli invasori della Gallia tra il 407 e il 409, basata su Peter Heather (2005)

Le incursioni degli invasori barbari in ogni provincia della Gallia furono talmente devastanti da attirare l'attenzione di un ecclesiastico residente a Betlemme, San Girolamo, che in un'epistola scrisse:
(Girolamo, Epistola 123.)
L'invasione della Gallia (con conseguente timore che i barbari invadessero anche la Britannia) e la debolezza manifestata dal governo di Onorio, spinse le legioni britanniche già in rivolta (negli ultimi mesi del 406 avevano acclamato imperatore un certo Marco, poi, alcuni mesi dopo, un certo Graziano), dopo il rifiuto di Graziano di intervenire con i Barbari, a nominare imperatore il generale Flavio Claudio Costantino, difensore delle province britanniche contro Scoti, Pitti e Sassoni. Questi, attraversata la Manica, riuscì a bloccare temporaneamente l'avanzata dei barbari e a prendere il controllo di gran parte dell'Impero: Gallia, Spagna e Britannia. Secondo Zosimo, Costantino III, sbarcato in Gallia, si scontrò con gli invasori Vandali, Alani e Suebi, con qualche limitato successo:
(Zosimo, Storia Nuova, VI,3.)
Costantino III sembra dunque aver limitato i danni almeno per il momento, relegando la presenza dei barbari alle province della Gallia settentrionale, se si presta fede a Zosimo.
Nel frattempo, Costantino III aveva elevato al rango di Cesare suo figlio Costante II, mentre in Spagna due parenti di Onorio si rivoltarono, rifiutandosi di riconoscere l'autorità dell'usurpatore e mettendo insieme un'armata che minacciava di invadere la Gallia e deporlo. Costantino III inviò dunque suo figlio Costante, insieme al generale Geronzio (che Zosimo chiama erroneamente Terenzio) e al prefetto del pretorio Apollinare, nella penisola iberica per sedare la rivolta. Nonostante ai soldati ribelli si fossero aggiunti un'immensa massa di schiavi e contadini, l'esercito di Costante riuscì a sedare la rivolta e a catturare i capi dei ribelli (Vereniano e Didimio, parenti di Onorio), e li condusse prigionieri in Gallia da suo padre, dove furono giustiziati.
     Impero d'Occidente (Onorio).
     Area controllata da Costantino III (usurpatore).
     Aree in rivolta.
     Franchi, Alamanni, Burgundi.
     Area controllata da Massimo (usurpatore).
     Vandali Silingi.
     Vandali Asdingi e Suebi.
     Alani.
     Visigoti.

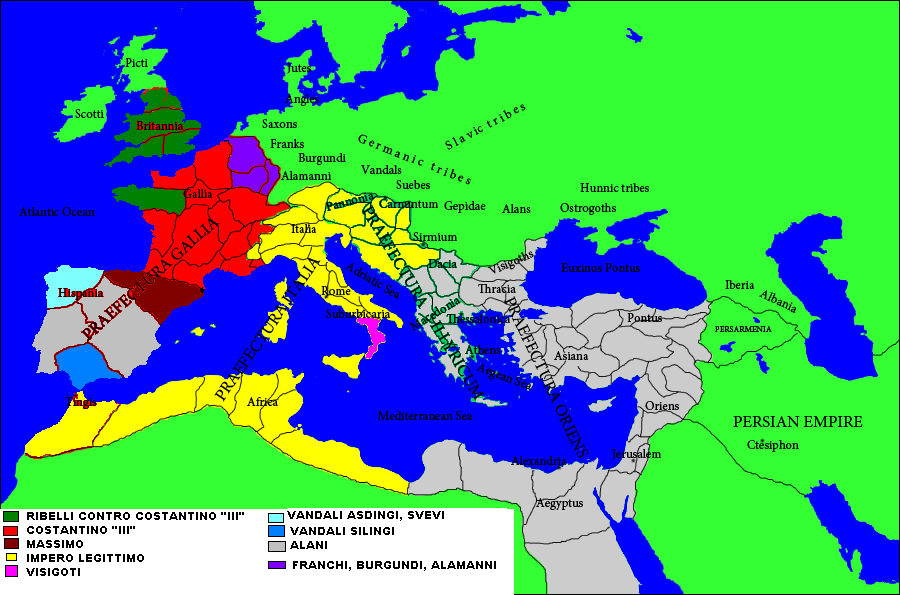
L'Impero romano d'Occidente nel 410.
Impero d'Occidente (Onorio).
Area controllata da Costantino III (usurpatore).
Aree in rivolta.
Franchi, Alamanni, Burgundi.
Area controllata da Massimo (usurpatore).
Vandali Silingi.
Vandali Asdingi e Suebi.
Alani.
Visigoti.

Nel frattempo Costantino III richiamò suo figlio Costante in Gallia per consultarsi sulle prossime mosse da attuare; Costante lasciò quindi a Saragozza la sua corte e sua moglie, ma commise incautamente l'errore di affidare temporaneamente al generale Geronzio il governo della Spagna mentre era via, affidandogli il compito di sorvegliare i Pirenei, e di sostituire con truppe di origini barbariche (gli Honoriaci) i presidi locali che un tempo sorvegliavano i passi.. La sostituzione dei presidi locali con truppe di origini barbariche costituì la rovina della spagna: negli ultimi mesi del 409 i Vandali, gli Alani e Suebi, a causa del tradimento o della negligenza dei reggimenti Honoriaci a presidio dei Pirenei, entrarono in Spagna, sottomettendola per la massima parte. Nel frattempo, in Gallia, Costantino III ordinò a suo figlio Costante di ritornare in Spagna; e mentre Costante stava inviando davanti le proprie truppe, e si trovava ancora con suo padre, giunsero notizie dalla Spagna che Geronzio si era rivoltato, aveva stretto un'alleanza con i barbari invasori della Spagna, e aveva nominato usurpatore un tal Massimo. Allarmato di ciò, Costantino III inviò il generale Edobico presso le tribù dei barbari, per richiedere rinforzi per reprimere la rivolta; Costante e Decimio Rustico, dapprima magister officiorum e ora prefetto, si diressero in Gallia, con l'intenzione di ritornare da Costantino con rinforzi Franchi e Alemanni e tutti i soldati a loro disposizione.
Geronzio sembra inoltre aver incitato i barbari che erano in Gallia ad invadere la Gallia meridionale in modo da tenere occupato Costantino III: la Gallia nord-occidentale (Armorica) e la Britannia furono colpite da incursioni tanto devastanti da spingere le popolazioni locali a rivoltarsi a Roma per autodifendersi dagli attacchi nemici, non arrivando alcun aiuto da Roma o da Costantino III, stando a quanto narra Zosimo:
(Zosimo, Storia Nuova, VI,5.)

### La sconfitta degli usurpatori Costantino III, Massimo e Giovino
Nel 411 la situazione politico-militare giunse finalmente ad un punto di sblocco. Geronzio, generale di Costantino III, come già detto, si era rivoltato, eleggendo usurpatore Massimo, suo amico intimo secondo Sozomeno, addirittura suo figlio secondo Olimpiodoro. Posta la propria sede a Tarragona, Geronzio, una volta fatta pace con i Vandali, gli Alani e gli Suebi che avevano invaso la penisola iberica, marciò contro Costantino III. Quando Costantino III fu informato dell'usurpazione di Massimo, inviò il suo generale Edobico oltre il Reno, per reclutare un esercito di ausiliari franchi e alemanni; e inviò suo figlio Costante a difesa di Vienna (in Gallia) e delle città limitrofe.
Geronzio avanzò con la sua armata, facendo prigioniero Costante e uccidendolo a Vienna (una città della Gallia), raggiungendo ben presto Arelate (l'odierna Arles), che assediò. Della situazione approfittò Onorio, inviando sul posto il generale Flavio Costanzo.

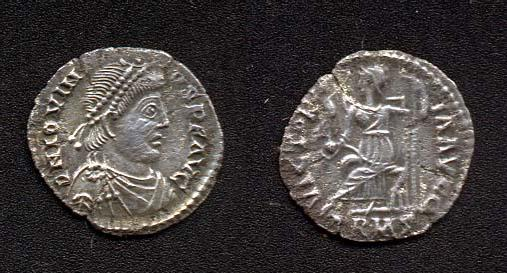
Moneta dell'usurpatore Giovino, sconfitto nel 413.

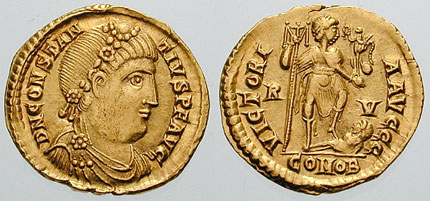
Moneta di Costanzo III, co-imperatore di Onorio nel 421.

Quando l'armata di Costanzo raggiunse Arelate, Geronzio levò precipitosamente l'assedio ritirandosi in Hispania con pochi soldati, mentre la maggior parte delle sue truppe disertava in massa unendosi all'esercito di Costanzo. Geronzio fu poi costretto al suicidio dai suoi stessi soldati, che, intenzionati a ucciderlo, assaltarono la sua casa di notte. Uno dei soldati rimasti fedeli a Geronzio, un certo Alano, salì però sui tetti con altri arcieri, uccidendo a suon di frecce all'incirca 300 soldati ribelli. Il giorno successivo i soldati diedero fuoco all'abitazione, e non essendo rimasta altra via di fuga, Geronzio si suicidò con i suoi parenti. Massimo nel frattempo abdicava rifugiandosi tra i barbari.
Nel frattempo l'assedio di Arelate ad opera di Costanzo proseguiva: nonostante tutto, Costantino III continuava a resistere e a sperare nell'arrivo del suo generale Edobico con i suoi ausiliari franchi e alemanni reclutati da oltre Reno. Quando però Edobico era sul punto di arrivare con i rinforzi, i soldati di Onorio attraversarono il fiume Rodano e il generale Costanzo, comandante della fanteria, decise di attendere l'appropinquarsi del nemico, mentre Ulfila si era appostato a preparare un'imboscata con la sua cavalleria. Il nemico, ormai arrivato sul campo di battaglia si stava scontrando con le truppe di Costanzo, quando quest'ultimo diede il segnale a Ulfila, che assaltò quindi da dietro il nemico, mandandolo in rotta: alcuni fuggirono, altri furono massacrati, alcuni abbassarono le armi e chiesero perdono, venendo generosamente risparmiati. Edobico montò sul suo destriero e cercò rifugiò nelle terre di un proprietario terriero di nome Ecdicio, il quale però lo tradì decapitandolo e inviando la sua testa ai generali di Onorio.
Dopo questa vittoria le truppe di Costanzo cinsero di nuovo d'assedio Arelate. Durante il quarto mese di assedio, inoltre, giunse la notizia dell'usurpazione di Giovino in Gallia Ulteriore (settentrionale), il quale ottenne il sostegno non solo di Burgundi e Alani, ma anche di Franchi, Alamanni, e dell'esercito romano di stanza sul Reno. Quando Costantino seppe dell'uccisione di Edobico e dell'usurpazione di Giovino, abbandonata ogni speranza, si levò la porpora e gli altri ornamenti imperiali, riparandosi in chiesa, dove si fece ordinare sacerdote. Le guardie a difesa delle mura, avendo ricevuto garanzie che sarebbero stati risparmiati, aprirono le porte a Costanzo, che effettivamente mantenne la promessa data. Costantino III e suo figlio Giuliano furono inviati in Italia, ma Onorio, ancora pieno di risentimento nei loro confronti per l'esecuzione dei suoi cugini ispanici Vereniano e Didimo, li fece decapitare a trenta miglia da Ravenna, violando la promessa che li avrebbe risparmiati. Secondo un frammento di Renato Profuturo Frigerido, Costantino III fu inviato immediatamente in Italia, venendo giustiziato presso il fiume Mincio da sicari inviati dall'Imperatore.
Gli usurpatori Massimo e Costantino furono però presto sostituiti da due nuovi ribelli. Nel 412 il comes Africae Eracliano si proclamò imperatore, tagliando le forniture di grano all'Italia, mentre a nord la morte di Costantino III lasciò mano libera a Burgundi e Alani lungo la frontiera renana. Questi (condotti rispettivamente da Gunziario e Goar) sobillarono le legioni di stanza nella regione a proclamare imperatore a Magonza il generale Giovino, a cui tentarono di unirsi anche i Visigoti di Ataulfo, che intendeva passare al servizio dell'usurpatore per suggerimento di Attalo. Giovino, tuttavia, non intendeva accettare l'appoggio dei Visigoti di Ataulfo e se ne lamentò con Attalo; come se non bastasse, i disaccordi iniziali tra Giovino e Ataulfo si aggravarono non solo a causa dell'intervento del prefetto del pretorio delle Gallie Dardano, il quale, fedele a Onorio, cercò di convincere Ataulfo a deporre l'usurpatore, ma anche per il fatto che all'esercito di Giovino aveva tentato di unirsi anche il suo rivale Saro, il quale aveva deciso di disertare al nemico perché Onorio non aveva punito con vigore l'assassinio di Belleride suo domestico; deciso a risolvere il conto in sospeso con Saro, Ataulfo lo attaccò e lo uccise in una battaglia impari (Saro aveva solo una ventina di guerrieri con sé contro circa 10 000 guerrieri dalla parte di Ataulfo). I disaccordi si tramutarono in ostilità aperta quando Giovino innalzò al rango di Augusto suo fratello Sebastiano nonostante il mancato assenso del re visigoto, il quale inviò un messaggio ad Onorio promettendogli di inviargli le teste degli usurpatori in cambio della pace. In seguito all'assenso di Onorio, Ataulfo si scontrò con Sebastiano, vincendolo e inviando la sua testa a Ravenna; la prossima mossa del re goto fu di assediare Valence, dove si era rifugiato Giovino; ottenuta la resa della città e dell'usurpatore, Ataulfo inviò Giovino al prefetto del pretorio delle Gallie Claudio Postumo Dardano, che, dopo averlo fatto decapitare a Narbona, inviò la sua testa a Ravenna, che venne esposta, insieme a quelle degli altri usurpatori, fuori Cartagine. Nel frattempo Decimio Rustico, prefetto di Costantino III ed ex magister officiorum, e Agrezio, uno dei principali segretari di Giovino, insieme a molti nobili rei di aver appoggiato gli usurpatori, furono catturati in Alvernia dai comandanti di Onorio e crudelmente giustiziati. Più o meno nello stesso periodo la città di Treviri fu saccheggiata e data alle fiamme nel corso di una seconda incursione di Franchi. Nello stesso anno, in Italia, le forze comandate dall'usurpatore Eracliano, sbarcato per abbattere Onorio, vennero sconfitte costringendo l'usurpatore a fuggire a Cartagine, dove trovò la morte. Flavio Costanzo, fresco della vittoria su Eracliano, fu ricompensato con l'incorporazione delle immense ricchezze dell'usurpatore sconfitto.

### Negoziazioni con i Visigoti (413-415)
Onorio chiese a questo punto in cambio della pace la restituzione di Galla Placidia, ostaggio dei Visigoti fin dal 410. Ataulfo, tuttavia, non era disposto a restituire a Onorio sua sorella, se in cambio non veniva rispettata la condizione di fornire ai Visigoti una grossa quantità di grano, una cosa che i Romani avevano promesso ai Visigoti ma che non era stata finora mantenuta. Quando i Romani si rifiutarono di fornire ai Visigoti il grano promesso se prima non avveniva la restituzione di Galla Placidia, Ataulfo riprese la guerra contro Roma (autunno 413). Ataulfo invase la Gallia meridionale, dove vi era già fin dal 412, tentando di impadronirsi di Marsiglia ma fallendo nella sortita grazie al valore del generale Bonifacio, il quale difese strenuamente la città, riuscendo anche nell'impresa di ferire, durante la battaglia, Ataulfo.
L'anno successivo il re dei Visigoti sposò la sorella di Onorio, Galla Placidia, tenuta in ostaggio prima da Alarico e poi da Ataulfo stesso fin dai giorni del sacco di Roma. L'ex-usurpatore Prisco Attalo, che aveva seguito il suo popolo d'adozione fin nelle Gallie, festeggiò l'evento decantando il panegirico in onore degli sposi. Poco tempo dopo, ai due sposi nacque un figlio, di nome Teodosio. Secondo Heather, il matrimonio di Galla Placidia con Ataulfo aveva fini politici: sposando la sorella dell'Imperatore di Roma, Ataulfo sperava di ottenere per sé e per i Visigoti un ruolo di preponderante importanza all'interno dell'Impero, nutrendo forse anche la speranza che una volta deceduto Onorio suo figlio Teodosio, nipote di Onorio, per metà romano e per metà visigoto, sarebbe diventato imperatore d'Occidente in quanto Onorio non aveva avuto figli. Secondo Orosio, Ataulfo:
(Orosio, VII,43.)
Tuttavia, ogni tentativo di negoziazione tra i Visigoti e Roma ad opera di Ataulfo e Placidia fallì a causa dell'opposizione alla pace di Flavio Costanzo, e la dipartita prematura del figlioletto Teodosio dopo nemmeno un anno di età mandò a monte tutti i piani di Ataulfo.
A quel punto - era sempre il 414 - Ataulfo proclamò nuovamente imperatore Prisco Attalo, nel tentativo di raccogliere attorno a lui l'opposizione a Onorio. Attalo nominò Comes rerum privatarum Paolino di Pella, un proprietario terriero gallo-romano originario della Macedonia, e lo esentò dall'ospitare i Goti nelle sue proprietà. Come attesta Paolino di Pella, era evidente che Attalo era solo un imperatore fantoccio sotto il controllo dei Visigoti, «trovando da essi solo la protezione della propria vita ma non della propria autorità, mentre egli stesso non era sostenuto né da risorse proprie né da nessun soldato». Numerosi proprietari terrieri gallo-romani, rimasti indifesi dal governo centrale di Ravenna, si compromisero con gli invasori Goti, nel tentativo di ottenere la pace gotica, ovvero un compromesso con i nuovi invasori. Secondo Paolino di Pella:
(Paolino di Pella, Eucharisticos, vv. 302-310.)
L'avanzata delle legioni di Flavio Costanzo costrinse però i Visigoti ad abbandonare Narbona e ripiegare in Spagna, lasciando Attalo nelle mani di Onorio, che lo condannò al taglio di due dita della mano destra e all'esilio sulle isole Lipari. La tattica di Costanzo era stata di bloccare tutti i porti e le vie di comunicazione impedendo ai Visigoti di ricevere rifornimenti di cibo: in Spagna i Visigoti furono talmente ridotti alla fame dalla tattica di Costanzo che essi furono costretti a comprare dai Vandali il grano a un prezzo esorbitante di una moneta d'oro per ogni trula di frumento (e per tale motivo i Vandali cominciarono a soprannominarli "truli"). I Goti, nell'atto di lasciare Bordeaux, per comando di Ataulfo, diedero alle fiamme l'intera città, spogliando di tutti i beni il Comes rerum privatarum Paolino di Pella e saccheggiando le proprie proprietà. Paolino di Pella cercò riparo nella limitrofa città di Bazas, che tuttavia finì per essere assediata da un'orda di Goti e Alani, a cui si unì una rivolta servile. Paolino di Pella, recandosi personalmente fuori le mura per trattare con il nemico, riuscì a spingere gli Alani a defezionare, passando dalla parte dei difensori; gli Alani entrarono dunque in città e contribuirono alla sua difesa contro i Goti, i quali furono costretti a levare l'assedio.
Nel 415 Ataulfo si spense nei pressi di Barcellona, ucciso nelle sue stalle da un servo che aveva un conto in sospeso con lui: perendo, si era fatto giurare dal fratello che avrebbe restituito Placidia ad Onorio, e di fare di tutto affinché si giungesse alla riconciliazione tra Visigoti e Romani, e affinché entrambe le nazioni vivessero in mutua ed eterna alleanza. Si impadronì tuttavia del trono visigoto con la violenza un certo Sigerico, fratello di Saro, il quale uccise i figli di Ataulfo impadronendosi del trono regnando tuttavia soli 7 giorni poiché il settimo giorno di regno fu assassinato. Il suo successore, Vallia, si riappacificò con l'Impero, ricevendo calorosamente l'ambasciatore Eupluzio magistriano che gli era stato inviato da Costanzo per concludere la pace: accettò il trattato di pace propostogli, e, in cambio della pace, della restituzione di Galla Placidia a Onorio, e l'obbligo di combattere come federato di Roma i Barbari nella Spagna, i Visigoti ricevevano un'immensa quantità di grano (600 000 misure di frumento) e la concessione di stabilirsi come foederati in Aquitania. Galla Placidia fece così trionfalmente ritorno in Italia, andando in sposa, nel 417, proprio a Flavio Costanzo, che nel frattempo assumeva una posizione sempre più preminente a corte.

### La pace con i Visigoti (415-418)
Impero d'Occidente (Onorio).
     Aree in rivolta.
     Franchi, Alamanni, Burgundi.
     Vandali e Alani.
     Suebi.
     Visigoti.

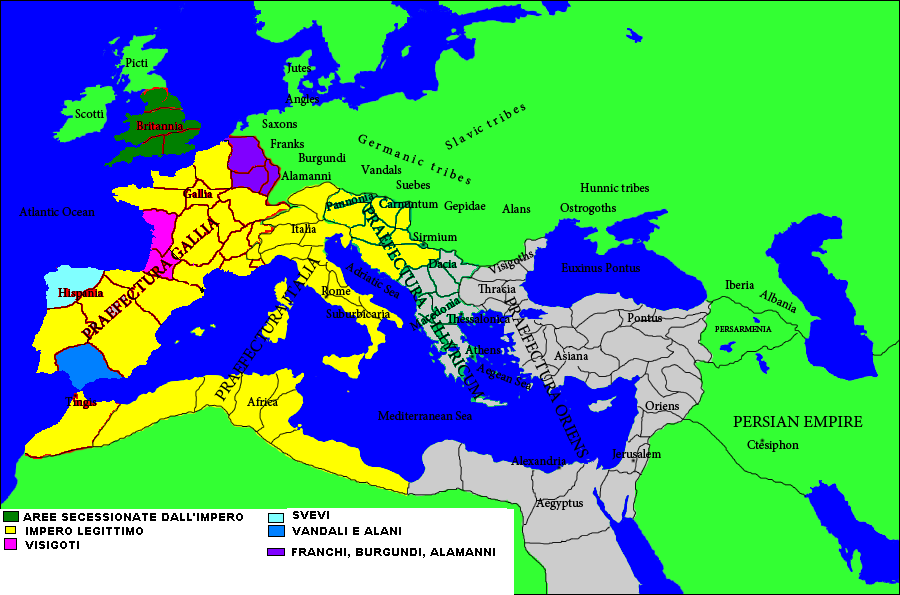
L'Impero romano d'Occidente nel 421.
Impero d'Occidente (Onorio).
Aree in rivolta.
Franchi, Alamanni, Burgundi.
Vandali e Alani.
Suebi.
Visigoti.
Grazie all'operato di Flavio Costanzo, rispetto al 410, l'Impero aveva recuperato la Gallia, sconfiggendo usurpatori e ribelli, e una parte della Spagna, annientando, grazie ai Visigoti, gli Alani.

I Goti condotti da Vallia ottennero dei promettenti ma effimeri a lungo termine successi contro i Vandali e gli Alani in Hispania, come narrato da Idazio:
(Idazio, Cronaca, anni 416-418.)
Ottenuti questi successi, grazie ai quali le province ispaniche della Lusitania, della Cartaginense e della Betica tornarono sotto il precario controllo romano, nel 418 Onorio e Costanzo richiamarono, come era stato stabilito dall'accordo del 415, i Visigoti in Aquitania (una regione della Gallia meridionale), nella valle della Garonna, dove i barbari ricevettero - in base al sistema dell'hospitalitas - terre da coltivare. In base all'hospitalitas, i Visigoti ricevettero almeno un terzo delle case e delle terre della regione dove si insediarono, in quanto almeno formalmente soldati romani: infatti, l'hospitalitas consisteva nella cessione temporanea ai soldati di un terzo delle case nelle quali essi erano provvisoriamente alloggiati; a differenza dei soldati romani, i Visigoti ricevettero tuttavia in misura permanente due terzi di queste terre e di queste case e, inoltre, erano esentati dal pagamento delle imposte. L'Aquitania sembra sia stata scelta da Costanzo come terra dove far insediare i foederati Visigoti per la sua posizione strategica: infatti era vicina sia dalla Spagna, dove rimanevano da annientare i Vandali Asdingi e gli Suebi, sia dal Nord della Gallia, dove forse Costanzo intendeva impiegare i Visigoti per combattere i ribelli separatisti Bagaudi nell'Armorica.
Nel 418 l'autorità imperiale era stata ripristinata nelle sette province della Gallia meridionale. A dire il vero, in Aquitania II e Novempopulana si erano stanziati i Visigoti ma erano ancora governate da governatori romani, che infatti parteciparono al concilio delle sette province del 418. Questo concilio annuale era stato ripristinato dal regime di Costanzo nel 418 per riallacciare i rapporti con i proprietari terrieri gallici, molti dei quali, trovatisi indifesi dall'Impero, erano scesi a compromessi con i barbari invasori. Già nel corso dell'occupazione visigota della Gallia Narbonense del 414-415, i Visigoti avevano goduto non solo dell'appoggio dei ceti inferiori, oppressi dal fiscalismo romano, ma anche della collaborazione con gli stessi proprietari terrieri, i quali avevano riconosciuto Attalo come imperatore legittimo. Questo fenomeno ledeva gli interessi dell'Impero, in quanto le rendite imperiali si basavano sull'intesa con i proprietari terrieri, i quali, in cambio di privilegi e della loro difesa tramite le leggi e l'esercito, accettavano di pagare le tasse. Secondo Heather, «l'Impero romano era sostanzialmente un mosaico di comunità locali che in buona misura si autogovernavano, tenute insieme da una combinazione di forza militare e baratto politico: in cambio dei tributi il centro amministrativo si occupava di proteggere le élite locali». Questo baratto politico fu messo in crisi dalla comparsa dei Visigoti: i proprietari terrieri gallici, lasciati indifesi dall'Impero e non potendo correre il rischio di perdere la loro principale fonte di ricchezza, costituita dalle terre, allentarono i loro legami con l'Impero e acconsentirono a collaborare con i Visigoti, ricevendone in cambio protezione, privilegi e la garanzia di poter conservare le proprie terre.
Una testimonianza di questo processo è costituita dallo scrittore e proprietario terriero gallico Paolino di Pella, che per la sua collaborazione con il regime visigoto fu ricompensato da Attalo con la nomina a comes rerum privatarum e con l'esonero dal dover ospitare i Visigoti nelle proprie proprietà terriere. Il suddetto scrittore attesta che altri proprietari terrieri, che furono invece costretti a dover ospitare i Goti, ricevettero da essi in cambio protezione contro eventuali minacce militari. Paolino di Pella affermò addirittura, a decenni di distanza, che «la pace gotica resta a tutt'oggi una pace da non deplorare, dal momento che vediamo molti, nel nostro stato, prosperare con il favore dei Goti, mentre prima avevamo dovuto sopportare ogni sventura».
Costanzo, tuttavia, aveva compreso la gravità di questo problema e cercò di limitarne gli effetti ricostituendo nel 418 il Consiglio delle sette province della Gallia, che si teneva ogni anno ad Arelate e aveva lo scopo di tutelare gli interessi dei proprietari terrieri della Gallia. Probabilmente la seduta del 418 riguardò la questione dello stanziamento dei Goti nella valle della Garonna in Aquitania (province di Aquitania II e Novempopopulana, che comunque per un certo periodo continuarono ad essere governate da governatori romani) e delle conseguenze che ciò avrebbe portato per i proprietari terrieri. Poiché la comparsa dei Visigoti e la latitanza del potere centrale romano avevano spinto parte dei proprietari terrieri a collaborare con i Barbari, il consiglio cercò di ristabilire un'intesa e una comunanza di interessi tra centro imperiale e proprietari terrieri gallici. Al consiglio partecipavano anche i governatori provinciali di Novempopulana e di Aquitania II, nonostante in quelle province si fossero insediati i Visigoti, a conferma del fatto che quelle due province continuavano a far parte almeno nominalmente dell'Impero. Costanzo, conscio comunque che quelle due province erano difficilmente controllabili dal governo centrale a causa dell'insediamento dei Visigoti, stabilì che nel caso i due governatori provinciali non avessero potuto presentarsi al consiglio per motivi riconducibili a una occupatio certa, avrebbero potuto inviare legati in loro rappresentanza. Malgrado ciò, i Visigoti, godendo del sostegno delle popolazioni locali e dei proprietari terrieri, non tardarono nel giro di pochi anni a diventare, per usare le parole di Salviano di Marsiglia, gli effettivi domini ac possessores soli romani ("padroni e possessori del suolo romano") in Aquitania, espandendo successivamente (a partire dal 455) i loro territori su tutta la Gallia a sud della Loira e su gran parte della Spagna.
In Gallia settentrionale, invece, l'autorità dell'Impero era nominale. Secondo la commedia Querolus l'effettivo confine della Gallia romana era ora la Loira, in quanto al protagonista della commedia viene detto che se vuole andare in un luogo dove non valgono le leggi romane, deve recarsi a nord della Loira. In effetti le province armoriche erano occupate fin dal 409 dai ribelli separatisti bagaudi, mentre le province più vicine al Reno erano invase dai Franchi e dai Burgundi. Costanzo provò comunque a ristabilire la sua autorità nella Gallia settentrionale, se non addirittura in Britannia; infatti nel 417 Esuperanzio venne inviato da Costanzo a riportare l'ordine in Armorica, mentre nel 420 il generale Castino combatté i Franchi in Gallia settentrionale. Nel 421 tuttavia Costanzo perì e con ciò il processo di ristabilimento dell'autorità imperiale nelle province invase dai Barbari subì un duro arresto: le discordie civili negli anni successivi portarono a un peggioramento critico della situazione.

### Il generale romano Ezio
Ezio, un romano che era stato ostaggio dei Visigoti e degli Unni, comes domesticorum sotto l'imperatore Giovanni Primicerio, aveva conservato la sua posizione anche con Valentiniano III, figlio di Galla Placidia, dopo la sconfitta di Giovanni nel 425.
Nel 425, i Visigoti tentarono di impadronirsi della città di Arelate, in Provenza, ma senza riuscirci a causa dell'arrivo delle legioni romane comandate da Ezio, che liberarono la città dall'assedio visigoto. Nel 428 Ezio sconfisse i Franchi, riconquistando alcuni territori lungo il Reno. Nel 430 Flavio Ezio liberò Arelate in Provenza dall'assedio visigoto, facendo prigioniero il generale visigoto Anaulfo.
Console nel 432 e patricius nel 433, combatté nuovamente in Gallia contro Visigoti e Burgundi, arrestandone le mire espansionistiche. Nel 435 il controllo romano sulla Gallia era precario. La Gallia Belgica e la zona intorno al Reno erano saccheggiate e occupate dai Burgundi, Franchi e Alamanni; i Visigoti, stanziati in Aquitania, attaccavano la Septimania e i dintorni di Narbona e Arelate nel tentativo di acquisire uno sbocco sul Mediterraneo, mentre l'Armorica era finita sotto il controllo dei Bagaudi. Questi ultimi, secondo il vescovo di Marsiglia, Salviano, erano i ceti inferiori della popolazione, che oppressi dalle tasse e dalle iniquità dei potenti, non avevano altra scelta che diventare briganti ("Bagaudi") oppure fuggire presso i Barbari, ormai divenuti, secondo il parere di Salviano, persino più virtuosi dei Romani:
... Il risultato è che quelli che non si sono rifugiati presso i barbari sono ora costretti ad essere essi stessi barbari; e questo e il caso della gran parte degli ispanici, di non piccola proporzione della Gallia e ... tutti coloro nel mondo romano la cui cittadinanza romana è stata portata al nulla dall'estorsione romana.

6. Devo ora parlare dei Bagaudi, che, spogliati, afflitti, e assassinati da magistrati malvagi e assetati di sangue, dopo aver perso i diritti di romani, cittadini, persero anche l'onore del nome romano. Noi trasformiamo le loro sventure in crimine, ... chiamiamo questi uomini ribelli..., i quali noi stessi li abbiamo costretti al crimine. Per quali altre cause loro vennero resi Bagaudi se non per i nostri atti ingiusti, le malvagie decisioni dei magistrati, la proscrizione e l'estorsione di coloro che ...hanno reso le indizioni fiscali la propria opportunità per saccheggiare?

Come belve selvagge, invece di governare coloro posti sotto la loro autorità, gli ufficiali li hanno divorati, nutrendosi non solo dei loro possedimenti come farebbero ordinari briganti, ma persino della loro carne e del loro sangue...

Coloro che non avevano già prima raggiunto i Bagaudi sono ora costretti a raggiungerli. Le incredibili disgrazie che cadono sui poveri li spingono a diventare Bagaudi, ma la loro debolezza glielo impedisce...»
(Salviano, Il governo di Dio, V, 5-6.)
Diversi studiosi hanno quindi interpretato, in senso marxiano, le rivolte dei Bagaudi come una "lotta di classe" degli "oppressi" contro i "potenti"; in realtà, sembra che ai moti dei Bagaudi presero parte anche persone benestanti, e ciò potrebbe significare che i "Bagaudi" fossero in realtà dei movimenti separatisti, che non sentendosi sufficientemente protetti dall'Impero contro le minacce esterne, abbiano deciso di fare da sé.
Conscio che per fronteggiare tali minacce aveva bisogno di un aiuto esterno, Ezio si rivolse agli Unni, che già lo avevano aiutato nelle lotte per il potere nel 425 e nel 433 e che continuarono a fornirgli aiuti militari in Gallia: per ottenere il loro sostegno, Ezio dovette però cedere agli Unni la Pannonia e la Valeria intorno al 435. La scelta di Ezio di impiegare un popolo pagano come gli Unni contro i cristiani (seppur ariani) Visigoti trovò però l'opposizione di taluni, come il vescovo di Marsiglia Salviano, autore del De gubernatione dei ("Il governo di Dio"), secondo il quale i Romani, adoperando i pagani Unni contro i cristiani Visigoti, non avrebbero fatto altro che perdere la protezione di Dio. Gli autori cristiani furono scandalizzati soprattutto dal fatto che Litorio permettesse agli Unni non solo di compiere riti pagani e di predire il futuro attraverso la scapulimanzia, ma anche di saccheggiare in talune circostanze lo stesso territorio imperiale. Nel 435, in Gallia Ulteriore (Gallia a nord della Loira), i Bagaudi si rivoltarono eleggendo come capo un certo Tibattone. Nel 436 i Burgundi vennero sconfitti da Ezio e poco tempo dopo furono attaccati dagli Unni alleati dei Romani e sterminati (secondo Idazio 20.000 Burgundi vennero massacrati). I Visigoti, nel frattempo, assediarono Narbona. Nel 437 Ezio, secondo Idazio, o il suo subordinato Litorio, secondo Prospero d'Aquitania, liberò Narbona dall'assedio visigoto, con un grande esercito composto da ausiliari Unni i quali portarono ognuno un sacco di grano alla popolazione affamata. Nel frattempo Ezio o i suoi subordinati (come Litorio) sedarono la rivolta dei Bagaudi in Gallia Ulteriore: il loro capo Tibattone venne catturato e parte dei ribelli vennero massacrati. Nel 438 Ezio inflisse in una grande battaglia campale perdite pesanti ai Visigoti: secondo Idazio, ben 8.000 visigoti vennero massacrati. Nel 439, in Gallia, la guerra contro i Visigoti proseguì: il generale Litorio, giunto a Tolosa con un esercito composto da ausiliari Unni, affrontò imprudentemente in un grande scontro campale i Visigoti, ma fu catturato dai Visigoti, e ciò generò il panico tra i mercenari Unni, che vennero sconfitti e messi in rotta; Litorio fu giustiziato pochi giorni dopo dal nemico. Dopo la sconfitta, i Romani accettarono di firmare una pace con i Visigoti che confermò il loro stanziamento, come foederati, in Aquitania.
Nel 440 entrò in conflitto con il prefetto del pretorio delle Gallie, Albino: la riappacificazione fu opera del diacono Leone, poi papa Leone I. Nel 440 Ezio stanziò come foederati nella città di Valentia, in Gallia, degli Alani condotti da Sambida. Nel 442 Ezio stanziò, in qualità di foederati, degli Alani in Gallia Ulteriore, probabilmente affinché essi tenessero sotto controllo le ribellioni dei Bagaudi. I foederati alani espropriarono dei loro possedimenti i proprietari terrieri locali. Nel 443 Ezio stanziò come foederati i Burgundi superstiti in Savoia, presso il lago di Ginevra. Questi stanziamenti di barbari foederati, che avevano l'incarico di tenere a bada i ribelli e difendere le frontiere da altri barbari, generarono le proteste dei proprietari terrieri gallici, molti dei quali furono espropriati dei loro possedimenti da questi gruppi di foederati. La politica dei trattati, con i quali si permetteva ai barbari di insediarsi all'interno dell'Impero, stava erodendo sempre di più il territorio controllato di fatto dall'Impero, ma non si poteva fare altrimenti, perché non si riuscivano più a respingere questi invasori. I foederati Alani di re Goar insediati in Armorica si rivelarono comunque utili all'Impero reprimendo con successo, tra il 446 e il 448, la rivolta dei Bagaudi condotti da Tibattone. Nel frattempo, nel 446, Ezio dovette affrontare i Franchi, che avevano invaso la Gallia sconfinando dal proprio territorio, sconfiggendoli e firmando con essi un trattato di alleanza.
Nel 451 Attila, re degli Unni invase la Gallia, ma venne arrestato nella battaglia dei Campi Catalaunici da una confederazione di Romani, Franchi, Visigoti e Burgundi guidati da Ezio. Il generale romano venne quindi ucciso nel 454 da Valentiniano III.
Dopo la morte dell'imperatore Petronio Massimo, Avito, un generale romano che era stato in precedenza ambasciatore presso i Visigoti, seppe del sacco di Roma e dell'uccisione di Petronio Massimo, su suggerimento del re visigoto Teodorico II, si autoproclamò Imperatore con il sostegno dei Visigoti e dell'aristocrazia gallica e, con l'appoggio dei Visigoti, marciò fino a Roma, facendosi riconoscere Imperatore. Avito, tuttavia, si attirò ben presto l'ostilità di gran parte della popolazione romana, del senato e dell'esercito, capeggiato da Maggioriano e Ricimero, che presto tramarono per deporlo. Infatti, un Imperatore gallico imposto dai Visigoti era stato accettato a malavoglia dall'aristocrazia italica. E così, quando i Visigoti partirono dall'Italia per combattere gli Svevi in Spagna, i generali Maggioriano e Ricimero si rivoltarono apertamente costringendo Avito a fuggire ad Arelate, da dove implorò il re visigoto di intervenire in suo soccorso, senza successo. Avito rientrò in Italia con le truppe a sua disposizione ma fu vinto presso Piacenza e detronizzato (456). La fine di Avito provocò la rivolta della prefettura gallica, che non volle riconoscere il nuovo Imperatore Maggioriano e si separò dall'Impero, con l'appoggio dei Visigoti e dei Burgundi, che approfittarono delle discordie interne dell'Impero per espandere la propria sfera di influenza: i Burgundi in particolare si espansero nella Valle del Rodano, occupando temporaneamente Lione con l'appoggio della popolazione locale.
Il generale Ricimero, nipote del re dei Visigoti, Vallia, elesse e depose imperatori nei successivi sedici anni.

### Il generale romano Egidio e il figlio Siagrio

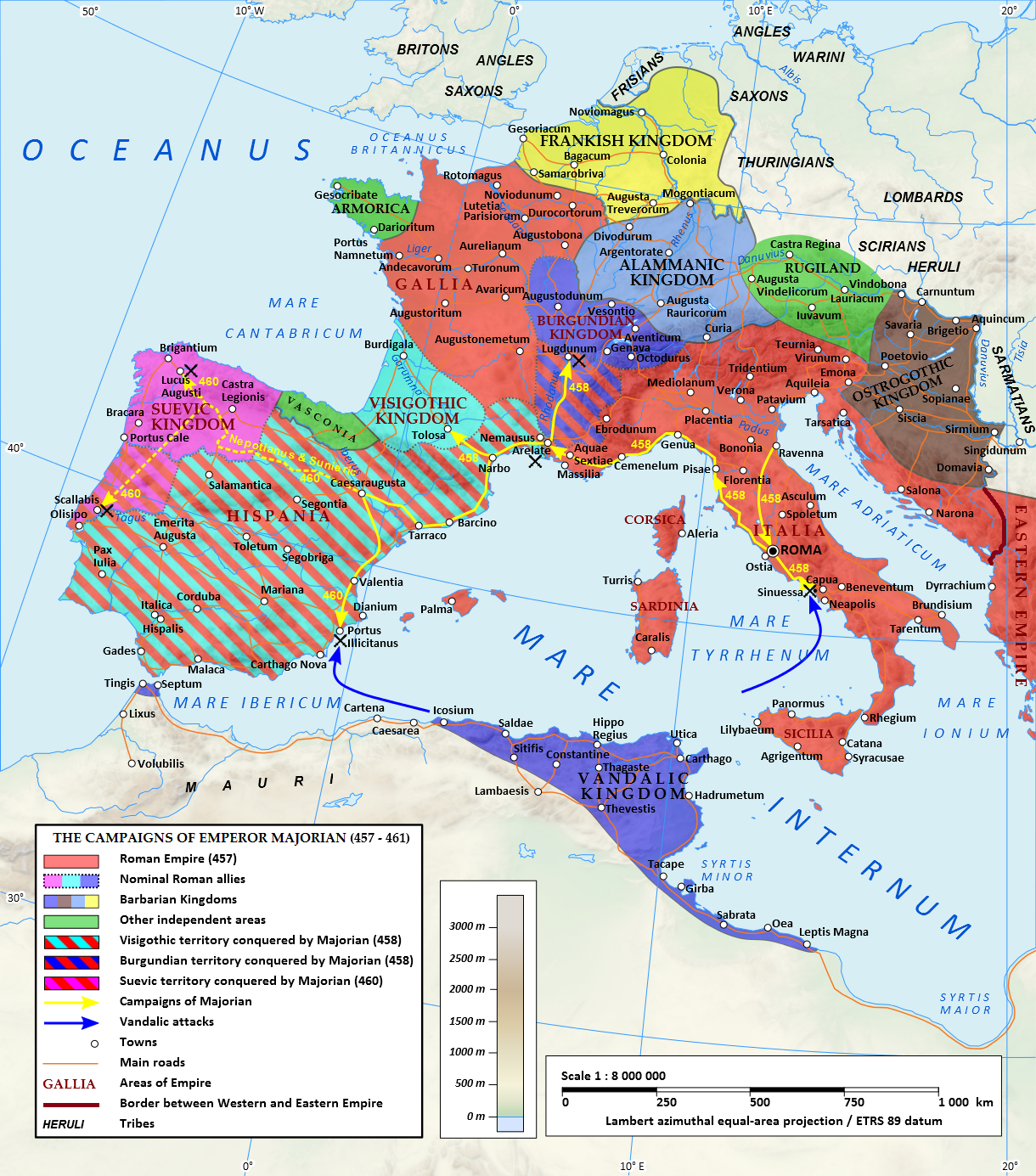
L'Impero romano d'Occidente sotto Maggioriano. Si noti come l'Illirico fosse solo nominalmente sotto il dominio dell'imperatore, mentre il potere effettivo era tenuto dal comes Marcellino; anche la Gallia e parte dell'Hispania erano di fatto, all'inizio del regno di Maggioriano, fuori dal controllo dell'imperatore, in quanto occupate dai Visigoti e dai Burgundi.

Maggioriano tentò di risollevare le sorti dell'Impero d'Occidente tentando di riconquistare la Gallia, la Spagna e l'Africa, ma, non potendo contare su truppe romane, essendo ormai l'esercito costituito quasi esclusivamente da barbari, dovette reclutare molti barbari da oltre Danubio; per fronteggiare le incursioni dei Vandali, inoltre, potenziò la marina militare romana, che ai quei tempi era decaduta a tal punto da essere praticamente scomparsa. Essendo intenzionato a recuperare il controllo della prefettura gallica, finita sotto il controllo dei separatisti romano-gallici appoggiati dai foederati Visigoti e Burgundi, Maggioriano ordinò al suo generale Egidio, che stava provvedendo alla difesa della frontiera del Reno dalle incursioni dei foederati Franchi, di dirigersi verso Lione per riconquistarla ai Burgundi: Egidio riuscì nell'impresa, e verso la fine del 458 Maggioriano attraversò le Alpi alla testa della sua armata di mercenari barbari entrando a Lione. Maggioriano giunse a un compromesso con i foederati Burgundi, riconoscendo loro il possesso dei territori della Valle del Rodano conquistati durante la rivolta, ad eccezione di Lione, in cambio del loro riconoscimento ad Imperatore. Ricondotti i Burgundi al servizio dell'Impero in qualità di foederati, Maggioriano volse contro i foederati Visigoti, impedendo loro di conquistare Arelate e spingendoli a riconoscerlo come Imperatore e di passare al suo servizio come foederati. Maggioriano affidò dunque ai Visigoti il compito di proseguire la guerra contro gli Svevi in Galizia, inviando loro dei rinforzi sotto il comando del generale romano Nepoziano. Mentre i Visigoti, coadiuvati dai Romani, proseguivano con nuovi successi la guerra contro gli Svevi, Maggioriano allestì una potente flotta in Spagna, con l'intento di riconquistare l'Africa ai Vandali; la flotta fu però distrutta dai pirati vandali con l'aiuto di traditori e l'Imperatore fu costretto a rinunciare alla riconquista dell'Africa e a firmare con Genserico un trattato oneroso con cui l'Impero, probabilmente, riconosceva ai Vandali il possesso della Mauritania e probabilmente anche della Sardegna, Corsica e Baleari. Congedata la sua armata composta da mercenari barbari, Maggioriano ritornò in Italia, dove fu però detronizzato e giustiziato per volere di Ricimero nei pressi di Tortona nell'agosto del 461. Ricimero designò come nuovo Imperatore d'Occidente Libio Severo.

Il dominio di Siagrio

Quando il patricius Ricimero depose ed uccise Maggioriano per sostituirlo con Libio Severo nel 461, Egidio rifiutò di riconoscere il nuovo imperatore. Ricimero riuscì tuttavia a mettergli contro Visigoti e Burgundi, al prezzo di nuove pesanti concessioni territoriali (ai Visigoti cedette Narbona e ai Burgundi concesse di espandersi nella Valle del Rodano), per cui Egidio, intento a guerreggiare i Barbari nelle Gallie, non ebbe l'opportunità per invadere l'Italia. Egidio aveva il sostegno dei foederati Franchi, di cui, secondo almeno Gregorio di Tours, sarebbe diventato anche per un certo periodo addirittura loro re, anche se la notizia viene ritenuta inattendibile dalla storiografia moderna. Egidio tentò inoltre di allearsi con i Vandali contro Libio Severo e potrebbe anche aver sobillato gli Alani ad invadere l'Italia, invasione che però non ebbe successo, in quanto Ricimero sconfisse prontamente gli invasori nei pressi di Bergamo. La posizione di Egidio ne risultò tuttavia indebolita, e i Burgundi riuscirono a impadronirsi nuovamente di Lione, occupando la valle della Saona e isolando i territori ancora romani dall'Italia. Egidio continuò a combattere contro Visigoti (che sconfisse ad Orléans nel 463), Sassoni e Burgundi, conservando il potere romano nella regione tra la Loira e la Somme, comprendente la Normandia, l'Ile de France e parte del bacino parigino. Mentre i Romani si combattevano tra di loro in una evitabile guerra civile utilizzando i foederati barbari l'uno contro l'altro e permettendo loro di rafforzare il loro potere a danni dell'ormai decadente Impero, i Vandali continuavano a devastare senza opposizione la Sicilia e l'Italia meridionale. Inoltre, anche Marcellino e l'Impero d'Oriente non riconobbero il nuovo Imperatore d'Occidente e si rifiutarono per tale motivo di prestargli soccorso contro i Vandali. Morì nel 464, lasciando il comando al comes Paolo, che difese la Loira contro i Visigoti e venne ucciso dal re dei Franchi Childerico I.
Nel frattempo, nel 469, il nuovo re dei Visigoti, Eurico, resosi conto della sempre più crescente debolezza dell'Impero, decise di rompere il trattato di alleanza e di invaderlo. L'Imperatore Antemio aveva a disposizione l'armata bretone del re Riotamo e i foederati burgundi condotti dal loro re Chilperico, che tra l'altro era anche magister militum Galliarum. L'armata bretone fu tuttavia sconfitta da Eurico e costretta a ripararsi presso i Burgundi, mentre i Visigoti si impadronirono di gran parte della Narbonense I, nonché di Bourges e di Tours. L'avanzata visigota verso la Gallia settentrionale fu arrestata presso la Loira dall'esercito sotto il controllo dei separatisti romani della Gallia settentrionale, ma in compenso nel 471 i Visigoti sconfissero nei pressi di Arelate una spedizione inviata dall'imperatore Antemio al comando del proprio figlio Antemiolo, e si impadronirono di tutta l'Alvernia, ad eccezione della città di Clermont, che continuava a resistere strenuamente all'assedio visigoto sotto la guida del letterato Sidonio Apollinare e del suo cognato Ecdicio Avito.
Mentre l'Impero d'Occidente era impegnato in evitabili conflitti interni, i Visigoti di Eurico ne approfittarono per conquistare nel 473 le ultime città romane nella provincia ispanica di Tarraconense e tentarono successivamente persino di invadere l'Italia, venendo però sconfitti dalle armate romane. Il nuovo Imperatore, Giulio Nepote, nel tentativo di salvare dalla conquista visigota le città romane a est del Rodano, tra cui Marsiglia e Arelate, nel 475 inviò il vescovo di Pavia Epifanio che trattò con i Visigoti, firmando con essi un trattato con cui veniva ceduta ai Visigoti la città di Clermont e riconosciute le loro conquiste, in cambio della pace e dell'alleanza con l'Impero. L'anno successivo, tuttavia, i Visigoti violarono il trattato espugnando Arelate e Marsiglia. La Gallia andò così definitivamente perduta per Roma, a parte la regione separatista della Gallia Settentrionale, che tuttavia non riconosceva il governo centrale di Ravenna, e che era governata da Siagro.
Il figlio di Egidio, Siagrio, mantenne i territori romani anche dopo la fine dell'impero d'Occidente. Ebbe Soissons (Noviodunum) come sua capitale e assunse il titolo di dux, considerandosi ancora governatore romano, ma fu riconosciuto come "re dei Romani" da Franchi, Burgundi e Visigoti. Siagrio fu forse alleato con il capo romano-britannico Ambrogio Aureliano (Ambrosius Aurelianus), in lotta contro i Sassoni e legato alla figura del mitico re Artù.
Nel 486 Siagrio venne sconfitto dal re dei Franchi Clodoveo I, che conquistò Soissons e gli ultimi territori ancora nominalmente romani. Siagro si rifugiò presso il re dei Visigoti Alarico II, ma fu da questi tradito e inviato a Clodoveo, che lo fece giustiziare nel 487.

## I regni romano-barbarici in Gallia nel V e VI secolo
Molte delle popolazioni germaniche che si erano riversate sulla Gallia a partire dagli inizi del secolo (406-409), si spostarono quindi verso altre regioni: Vandali, Alani e Suebi furono accolti come alleati (foederati) in Hispania (Spagna), da dove Vandali ed Alani si spostarono poi in Africa settentrionale in seguito all'arrivo dei Visigoti tra il 414 e il 418, mentre gli Suebi occuparono tutta la Spagna nord-occidentale.
I Visigoti, i Burgundi e i Franchi crearono regni, che allargarono progressivamente il proprio territorio a spese delle terre dell'Impero romano, fino all'unificazione di gran parte del territorio della Gallia sotto il re dei Franchi Clodoveo I.

### Il regno dei Visigoti in Gallia

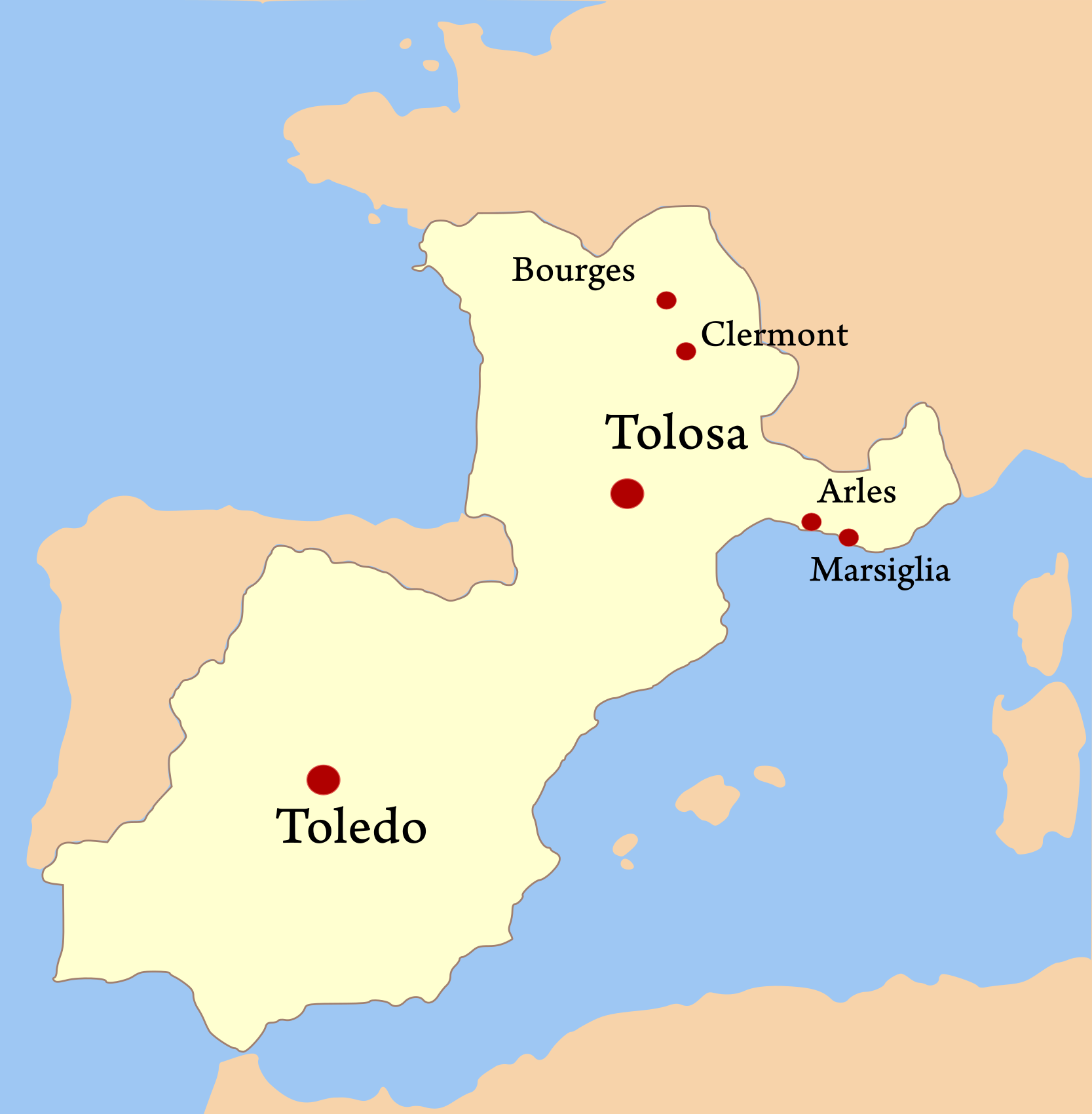
Il regno visigoto nel V secolo

I Visigoti, già convertiti nel IV secolo al Cristianesimo, ma seguaci dell'arianesimo, stabilirono un regno, esteso progressivamente in tutta la Spagna meridionale e che comprese per tutto il V secolo anche parte della Gallia, tra la Loira e i Pirenei, con centro a Tolosa.

#### Ataulfo (411-415)
Succeduto al cognato Alarico, penetrò in Gallia nel 412, conquistando la Provenza e l'Aquitania. Come alleato dell'imperatore Onorio appoggiò il generale Flavio Costanzo contro l'usurpatore Costantino III nel 411 e sconfisse l'anno successivo un altro usurpatore appoggiato da Alani e Burgundi, Giovino. Sposò a Narbona nel 414 Galla Placidia, sorella dell'imperatore Onorio, presa prigioniera in Italia da Alarico. Venne assassinato l'anno successivo dalla fazione ostile alla sua politica di romanizzazione.

#### Vallia (415-418)
Salito al trono dopo l'effimero regno di Sigerico, che aveva partecipato alla congiura contro Ataulfo, rimandò Galla Placidia alla corte imperiale e fu riconosciuto come governatore dell'Aquitania con un trattato di alleanza (foedus). Tra il 416 e il 418 sconfisse duramente in Spagna Vandali, Suebi ed Alani, ufficialmente su incarico imperiale.

#### Teodorico I (418-451)
Stabilì la propria capitale a Tolosa e tentò invano di conquistare Arles e Narbona, combattendo contro i Romani. Morì nella battaglia dei Campi Catalaunici come alleato del generale romano Ezio contro gli Unni.

#### Torismondo (451-453)
Eletto sul campo di battaglia alla morte del padre fu assassinato poco dopo dal fratello, divenuto in tal modo suo successore.

#### Teodorico II (453-466)
Estese la frontiera orientale fino alla Loira e iniziò la conquista della Spagna. Favorì l'elezione dell'imperatore Avito, avvenuta ad Arles nel 455 e dopo la deposizione di questi da parte del patricius Ricimero e la proclamazione del nuovo imperatore Maggioriano nel 457, occupato in Spagna, fu costretto a restituire le ultime regioni conquistate al generale romano Egidio. Fu assassinato dal fratello che gli rimproverava l'eccessiva romanizzazione della sua politica.

#### Eurico (466-484)
Eurico (466-484) approfittò della debolezza dell'Impero Romano d'Occidente, estendendo nuovamente i confini del proprio regno fino alla Loira e al Rodano e conquistò gran parte della penisola iberica, sottomettendo anche i Suebi. Con la fine dell'impero romano d'Occidente nel 476 il regno visigoto divenne anche formalmente indipendente. L'anno precedente l'imperatore Giulio Nepote aveva comunque ufficialmente accordato ai Visigoti i territori conquistati.
Eurico fece mettere per iscritto le leggi tradizionali visigote con il Codex Euricianus (circa 470) e da ariano fu spesso in conflitto con i cattolici. Una sua residenza fu l'attuale villaggio di Aire-sur-l'Adour strategicamente importante per la sua posizione sulle vie di valico dei Pirenei. Gli successe Alarico, il figlio avuto dalla moglie Ragnailde.

#### Alarico II (484-507)
Continuò la politica di contrasto con la popolazione cattolica locale, seguace del credo niceno, temendo l'influsso dei Franchi, anch'essi cattolici. In opposizione ai Franchi si alleò al re degli Ostrogoti Teodorico, al quel momento al potere in Italia, di cui sposò una figlia, Teodicoda o Arvagne.

Promulgò nel 506 un codice di leggi per i propri sudditi gallo-romani ("Breviario di Alarico"). Proseguì la conquista della Spagna, ma si trovò per questo ad indebolire i propri territori in Gallia e fu sconfitto e ucciso nel 507 dal re franco Clodoveo I, alleato a Gondebaudo, re dei Burgundi, nella battaglia di Vouillè, presso Poitiers, con cui ebbe termine il dominio visigoto in Gallia.

#### Amalarico (508-531)
Per opporsi alla potenza dei Franchi e difendere i diritti del figlio di Alarico II, suo nipote, Teodorico inviò una spedizione ostrogota nella Gallia meridionale nel 508, impadronendosi della zona sud-orientale presso Marsiglia. Gli Ostrogoti vinsero quindi Franchi e Burgundi nel 509 ad Arles riconquistando i territori visigoti in Gallia, ad eccezione della regione tra Loira e Garonna, che rimase ai Franchi.

Teodorico assunse la reggenza del regno visigoto in nome del giovane nipote Amalarico, tenendo tuttavia sotto il suo diretto controllo la Provenza. Dopo la morte del re nel 526, Amalarico tentò di allearsi con i Franchi, sposando Clotilde, una figlia del re Clodoveo. Il tentativo di convertire la regina all'arianesimo, avrebbe tuttavia provocato l'intervento dei fratelli, che alla morte di Clodoveo si erano suddiviso il regno. Questi nel 531 sconfissero e uccisero Amalarico presso Narbona, riconquistando definitivamente i territori francesi del regno visigoto.

### Il regno dei Burgundi

regno dei Burgundi nel V secolo

Agli inizi del V secolo un piccolo regno burgundo si era stabilito nella regione di Worms, come alleato dei Romani. Scacciati dagli Unni nel 436, i Burgundi si stanziarono nella regione tra le Alpi e il Giura, estendendo quindi progressivamente il proprio regno, e furono infine annessi dal re dei Franchi Clodoveo I.

#### Chilperico I (437-480)
Divise il trono, secondo l'uso germanico, con il proprio fratello Gundioco, morto nel 473). Dopo la rottura dell'alleanza con i Romani e la sconfitta subita dal generale Ezio, ebbe concessa la regione tra le Alpi e il massiccio del Giura, la Sapaudia, da cui si originerà il nome della "Savoia".
Il regno (dal 443), con capitale Ginevra, fu quindi esteso fino alla valle della Saona e a Lione (Lugdunum) nel 461, dopo lunghe lotte ad alterne vicende contro il generale romano Egidio. Estese ancora i confini meridionali del suo regno fino al fiume Durance, stipulando un trattato con i Visigoti, mentre verso nord cacciò gli Alani dalla regione di Besançon.

#### Gundobado (480-516)
Figlio del re Gundioco, Gundobado fu nominato patricius nel 472 dall'imperatore Anicio Olibrio al posto dello zio Ricimero e, alla morte dell'imperatore in quello stesso anno, elevò al trono Glicerio. Fu quindi cacciato nel 474 dal successore di costui, Giulio Nepote, appoggiato dall'impero romano d'Oriente, il quale favorì in funzione anti-burgunda l'espansione orientale del regno visigoto di Eurico.
Gundobado, tornato nel regno burgundo, divenne re a Lione alla morte dello zio, insieme ai suoi tre fratelli: Chilperico II (padre di Clotilde che nel 493 andò in sposa al re dei Franchi Clodoveo I) e Godomaro II, entrambi assassinati nel 491, e Godigiselo a Ginevra, alleato dei Franchi e sconfitto nel 501 con l'aiuto dei Visigoti.
Promulgò la lex Gundobada, con la quale si mettevano sullo stesso piano i sudditi gallo-romani e burgundi (502). Nel 507 appoggiò il re dei Franchi, Clodoveo, nella conquista dei territori gallici del regno visigoto, che terminò con la sconfitta e morte del re Alarico II.

#### Sigismondo (516-523)
Sigismondo sposò nel 492 una figlia del re degli Ostrogoti Teodorico (Teodegota o Ostrogota) e si convertì tra il 501 e il 507 dall'arianesimo al credo niceno. Divenuto re alla morte del padre, accusò di complotto il figlio Sigerico, nipote di Teodorico e lo fece uccidere. Attaccato contemporaneamente dagli Ostrogoti a sud e dai Franchi a nord, venne ucciso dal re franco Clodomiro, figlio di Clodoveo.

#### Gondomaro (523-534)
Succeduto al fratello, difese ancora il regno burgundo sconfiggendo i Franchi nella battaglia di Vézeronce nel 524. Nel 534 fu a sua volta sconfitto e deposto dai Franchi ad Autun e il regno burgundo fu suddiviso tra i re merovingi.

## Il regno dei Franchi e i Merovingi

Lo sviluppo territoriale del regno franco

A partire dalla fine del V secolo e con l'inizio del VI il regno dei Franchi, inizialmente guidati da Clodoveo inglobò quasi l'intera Gallia, sottomettendo gli altri regni romano-barbarici.
Clodoveo appartenne alla dinastia merovingia, la casa reale dei Franchi che restò al potere fino a quando l'ultimo re Childerico III non fu deposto nel 751 dal primo dei Carolingi, Pipino il Breve.
La fusione tra gallo-romani e i Franchi fu lenta e continua: i secondi avevano servito per lungo tempo come mercenari nell'esercito romano e si erano installati all'interno delle frontiere con l'approvazione di Roma, allo scopo di assicurarne la difesa. I nuovi invasori erano inoltre pochi rispetto alle popolazioni locali e ne furono facilmente assorbiti. Un importante fattore di unificazione fu la conversione alla religione cattolica, la stessa delle popolazioni gallo-romane, mentre negli altri regni romano-barbarici fu spesso fonte di contrasti la religione ariana della casa regnante e di gran parte della popolazione germanica.

### Le origini della dinastia merovingia
Dei primi personaggi della dinastia si raccontano vicende in gran parte leggendarie: secondo le Grandi Cronache di Francia (Grandes Chroniques de France) di Gregorio di Tours, il primo re dei Franchi sarebbe stato Faramondo (Pharamond), considerato discendente di Priamo, il mitico re di Troia. Eletto re dei Franchi nel 420, avrebbe suddiviso il suo popolo in due metà, e alla testa dei Franchi Salii avrebbe passato il Reno per stanziarsi in Francia, mentre i Franchi Ripuari o Renani sarebbero rimasti nella zona di Colonia e nell'attuale regione tedesca della Renania Settentrionale-Vestfalia.
Dopo la morte di Faramondo nel 428, gli sarebbe succeduto il figlio, Clodione il Capelluto (Clodion Le chevelu), che Gregorio di Tours considerava il primo dei re dei Franchi. Respinto dalla Gallia dal generale romano Ezio, si spostò a saccheggiare la Turingia. Sconfitto una seconda volta in battaglia, negoziò la pace, ma la ruppe per impadronirsi di Tournai e Cambrai (Camaracum), da cui fu nuovamente cacciato. Infine firmò un patto di alleanza con l'impero (foedus), con il quale gli venne consentito di stanziarsi all'interno dell'impero, nella regione di Tournai, provvedendo in cambio a difenderne i confini.
Alla sua morte nel 448 gli successe Meroveo (Mérovée), che una più tarda leggenda voleva figlio del re e di un mostro marino, e che forse non fu figlio di Clodione, ma solo suo parente. Come alleato dei Romani sembra avesse combattuto nella battaglia dei Campi Catalaunici del 451 guidata da Ezio contro gli Unni di Attila. Con il suo governo il regno dei Merovingi si installò nella Francia settentrionale.
Alla morte di Meroveo nel 457 gli successe il figlio Childerico I (Childéric), fortunosamente liberato dalla prigionia degli Unni, che in un primo momento fu cacciato dai nobili per le sue numerose avventure galanti. Ospitato dal re di Turingia, ne sedusse la moglie Basina, che lo seguì al suo ritorno in Francia e lo sposò, malgrado il precedente matrimonio. Combatté contro i Visigoti stanziati nel sud della Francia, che minacciavano Orléans e nel 468 sconfisse i Sassoni che minacciavano Angers e uccise Paolo, comandante militare gallo-romano a Soissons. Durante il suo regno terminò nel 476 l'impero romano d'Occidente. Conquistò alcune regioni della Germania e morì nel 481. Fu sepolto a Tournai, dove la sua tomba fu scoperta nel XVIII secolo. Il corredo funerario della tomba lo mostra in abiti e atteggiamenti romani e vi sono ritrovati 200 denari d'argento romani e 90 soldi d'oro imperiali, dimostrazione che il concetto di monetazione presso i merovingi era soggetto a sbagli volontari e involontari: si usavano le due monete indistintamente e si tendeva, come detto prima, anche a contraffare le monete imperiali.

### Le conquiste di Clodoveo I
Il figlio di Childerico I, Clodoveo (Clovis, nato nel 466), alla morte del padre ereditò il regno dei Franchi Salii, costituito dalla regione tra Reims ed Amiens e Boulogne. La disciplina militare e le conoscenze tattiche acquisite dai Franchi al servizio dei Romani gli consentirono di ampliare via via i suoi possedimenti.
Nel 485 si era sposato con una principessa renana, alleandosi ai Franchi Ripuari, stanziati nei territori lungo il Reno.
Combatté nel 486 contro Siagrio conquistando Soissons e l'ultimo territorio governato dai Romani, tra la Loira e la Senna, con le città di Senlis, Beauvais, e Parigi. In questa occasione avvenne il celebre episodio del "vaso di Soissons", raccontato da Gregorio di Tours. Soissons divenne la capitale del regno dei Franchi.
Nel 493 sposò la principessa burgunda Clotilde, convertita al Cristianesimo niceno, stipulando un'alleanza con i Burgundi.
Secondo il racconto di Gregorio di Tours, egli stesso si convertì, dopo aver ottenuto nel 496 una decisiva vittoria contro gli Alamanni dopo che ebbe invocato Gesù Cristo. Venne quindi battezzato dal vescovo san Remigio nella cattedrale di Reims insieme a buona parte del suo esercito. Il racconto ricalca l'episodio della conversione di Costantino I nella battaglia di Ponte Milvio e probabilmente la conversione del re ebbe anche motivazioni politiche, causate dalla necessità di trovare un appoggio nella chiesa, che aveva una forte penetrazione nella popolazione gallo-romana ed era l'unica struttura organizzata del territorio, allo scopo di essere favorito nell'espansione del suo regno contro i suoi rivali di fede ariana. Recenti studi sembrano tuttavia suggerire che il battesimo abbia avuto luogo otto anni più tardi, nel 508.
Nel 499 appoggiò il re burgundo Godigiselo di Ginevra contro il fratello Gondebaudo, di Lione, appoggiato dai Visigoti. Abbandonò quindi Godigiselo, per allearsi con Gondebaudo contro i Visigoti, ariani.
Nel 507, con il probabile accordo dell'impero romano d'Oriente e l'alleanza del re Gondebaudo, sconfisse e uccise nella battaglia di Vouillé il re dei Visigoti Alarico II, genero e alleato di Teodorico, re degli Ostrogoti. Nel 508 Clodoveo ritornò a Parigi, dove aveva stabilito la sua capitale, e ricevette dall'imperatore bizantino Anastasio le insegne di console e il titolo di patricius, che ne facevano formalmente il rappresentante dell'impero in Gallia.
Sebbene nel 509 una spedizione di Teodorico avesse sconfitto le forze franco-burgunde ad Arles, Clodoveo mantenne il possesso dell'Aquitania, tra la Loira e la Garonna. Nel 510 si impadronì inoltre di alcuni regni dei Franchi Ripuari, dopo averne fatto assassinare i relativi re.
Clodoveo morì nel 511, dopo aver unificato gran parte dell'attuale Francia dal Reno ai Pirenei, tranne il regno dei Burgundi e l'Armorica (attuale Bretagna), e fu sepolto a Parigi nella Basilica dei Santi Apostoli.

### I figli di Clodoveo
Alla morte del padre il regno fu suddiviso tra i suoi quattro figli, secondo il costume germanico:
- Teodorico I (485-534, figlio della prima moglie di Clodoveo), re di Reims con circa la metà del regno paterno. Gli successero il figlio Teodeberto I (Théodebert 505 - 548) e quindi il nipote Teodebaldo (Théodebald 535 - 555), alla cui morte senza eredi il regno passò al prozio Clotario I
- Clodomiro (Clodomir 495-524, figlio di Clotilde), re di Orléans. Dopo la sua morte, nel 532 i due figli maggiori furono uccisi dagli zii, mentre il terzo (san Clodio) si ritirò in convento rinunciando ai suoi diritti regali. Il suo regno fu spartito fra i fratelli.
- Childeberto I (Childebert 497 ca.-558, figlio di Clotilde), re di Parigi. Alla sua morte il suo regno passò al fratello Clotario.
- Clotario I (Clotaire 497 ca.-561, figlio di Clotilde), re di Soissons.

I fratelli si riunirono nel 523 per condurre una spedizione contro il re dei Burgundi Sigismondo, che fu sconfitto e preso prigioniero con i suoi figli Gisaldo e Gondebaudo. Il fratello di Sigismondo, Gondomaro, riconquistò tuttavia il regno con l'aiuto del re degli Ostrogoti Teodorico e massacrò le guarnigioni franche. Clodomiro fece uccidere Sigismondo e i suoi figli e condusse una seconda spedizione contro i Burgundi, ma fu sconfitto e ucciso nella battaglia di Vézeronce nel 524.
Nel 532 Childeberto assediò Autun e sconfisse il re burgundo Gondomaro, e conquistò interamente il regno nel 534 sul quale regnò insieme al fratello Clotario. Nel 536-537 i due re acquistarono inoltre la Provenza.